# Liste de suffragistes et suffragettes

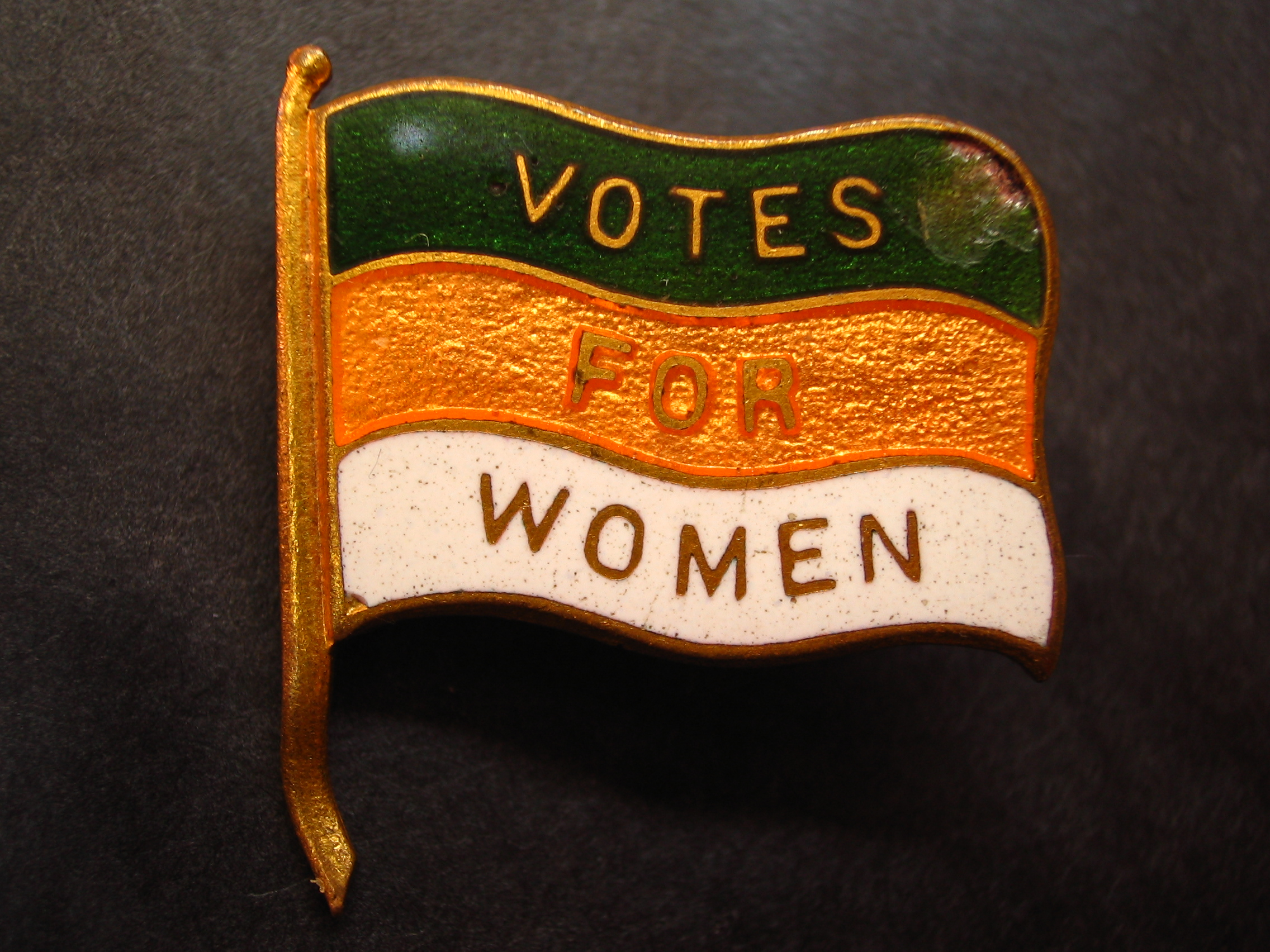
Épinglette de la Women's Social and Political Union britannique.

La liste des suffragistes et suffragettes regroupe des personnalités ayant milité pour le droit de vote des femmes, les organisations qu'elles ont formées ou rejointes ainsi que les ouvrages qu'elles ont publiés. Une liste des principales organisations et ouvrages suffragistes est donnée en fin d'article.

## Par pays

### Afrique du Sud
- Anna Petronella van Heerden

### Allemagne
- Mathilde Franziska Anneke
- Anita Augspurg
- Gertrud Bäumer
- Lily Braun
- Minna Cauer
- Hedwig Dohm
- Johanna Elberskirchen
- Linda Gustava Heymann
- Helene Lange
- Louise Otto-Peters
- Bertha Pappenheim
- Alice Salomon
- Auguste Schmidt
- Käthe Schirmacher
- Marie Stritt
- Marianne Weber
- Anna Yevreinova
- Clara Zetkin

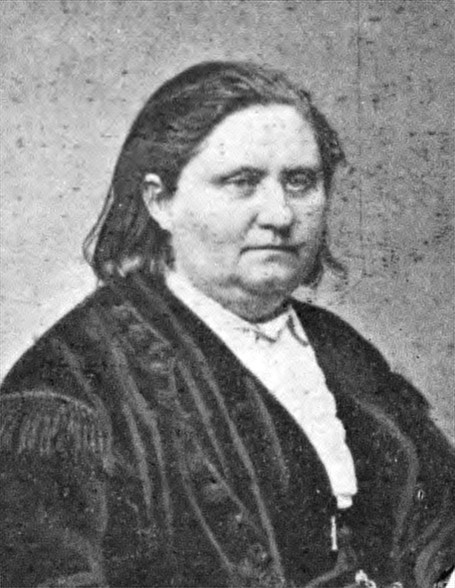
Mathilde Franziska Anneke (1817-1884).
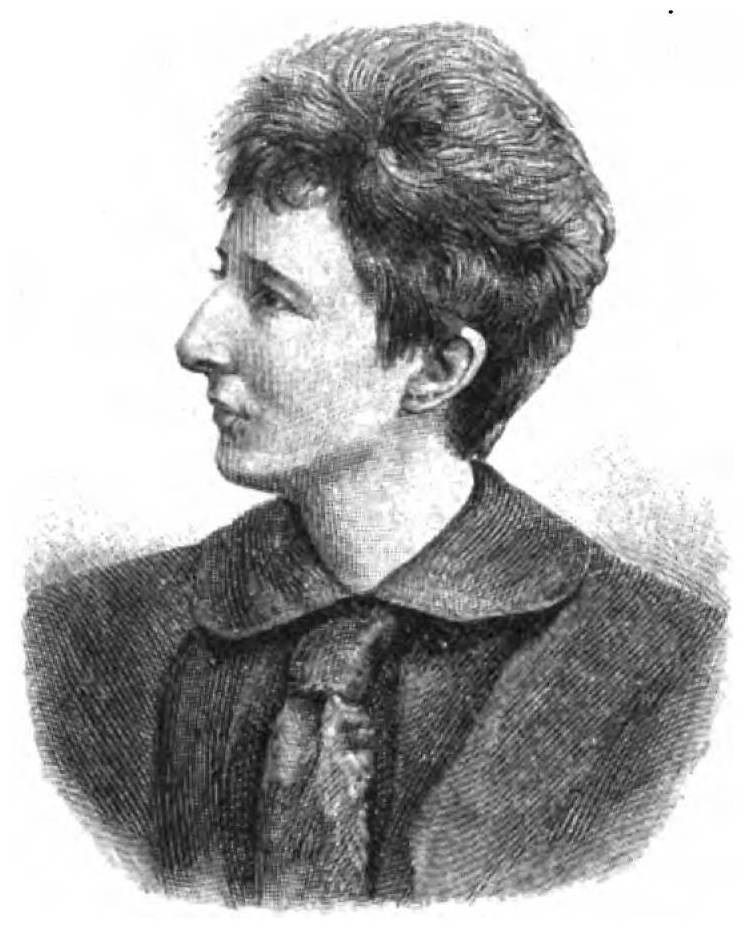
Anita Augspurg (1857-1943).
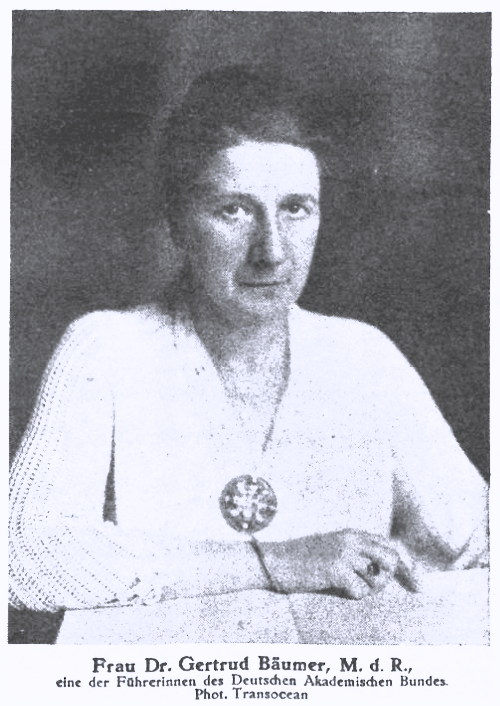
Gertrud Bäumer (1873-1954).
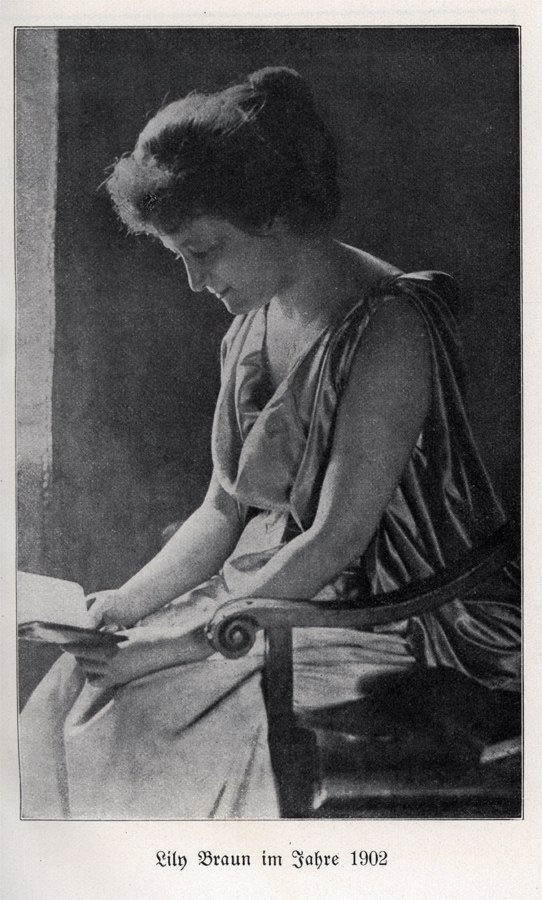
Lily Braun (1865-1916).
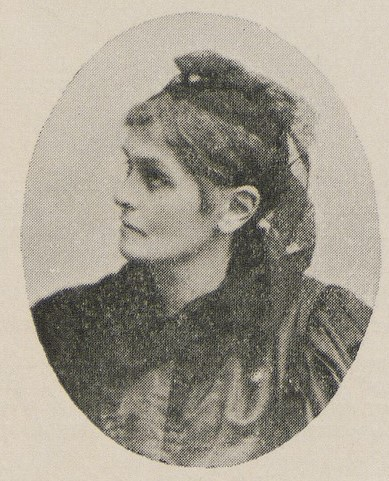
Minna Cauer (1841-1922).
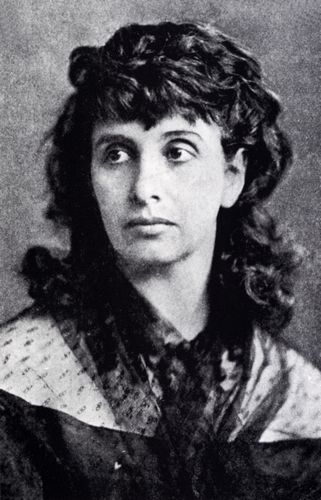
Hedwig Dohm (1831-1919).
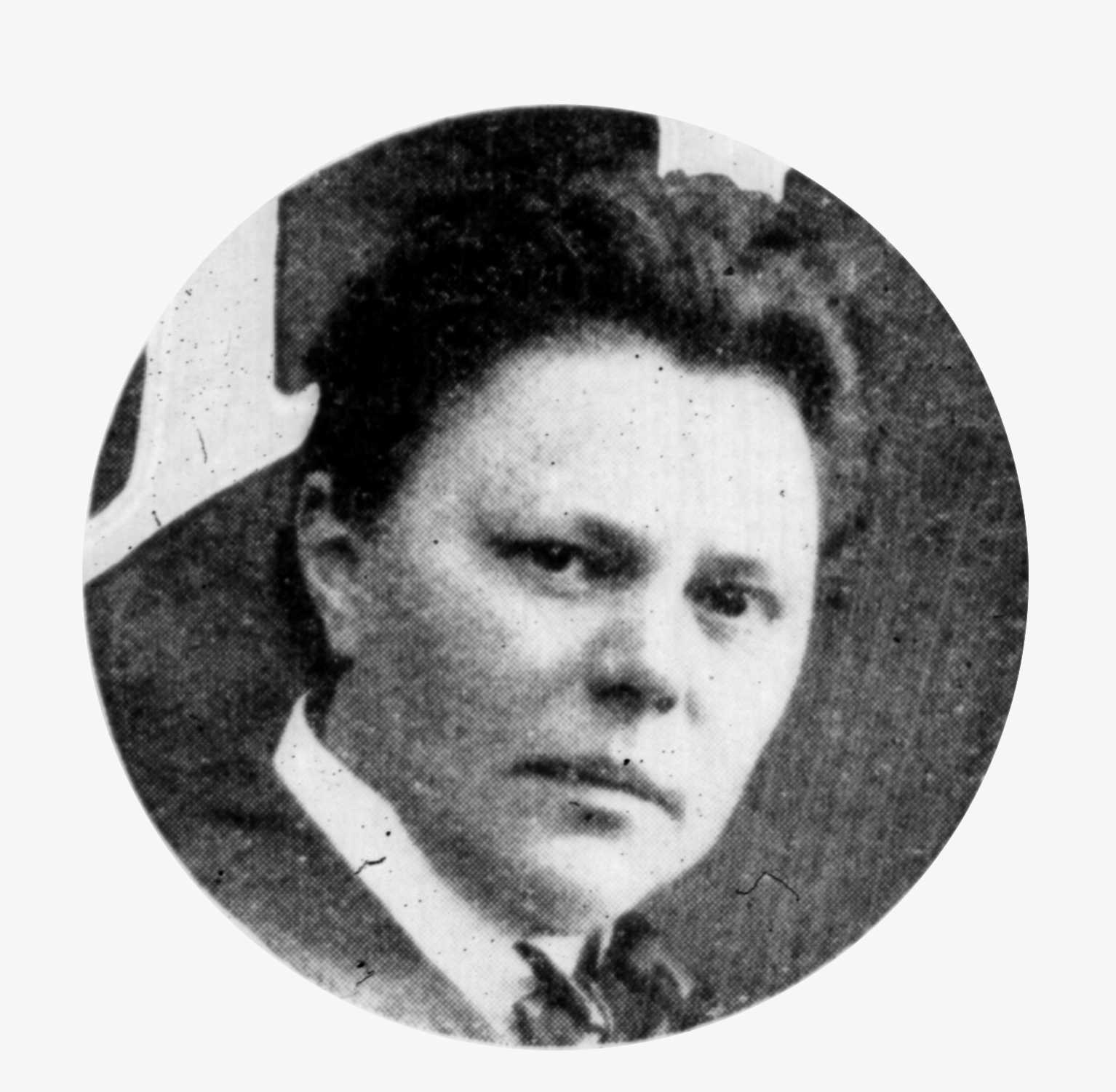
Johanna Elberskirchen (1864-1943).
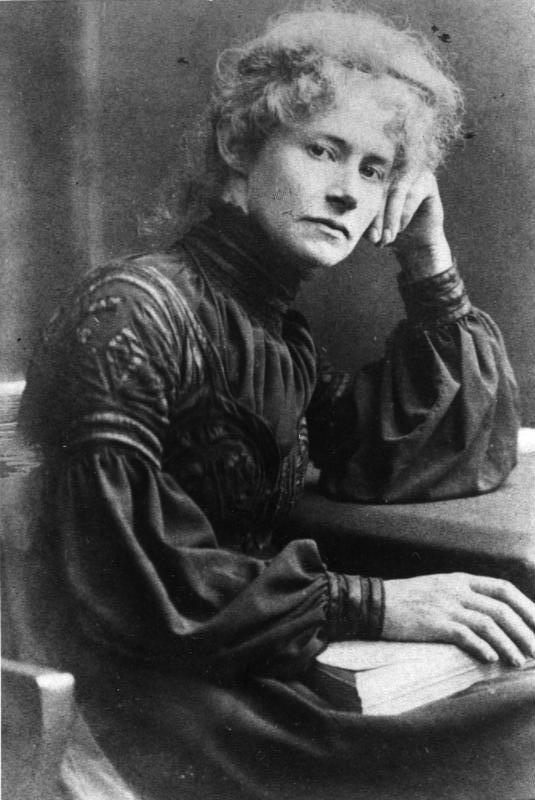
Linda Gustava Heymann (1868-1943).
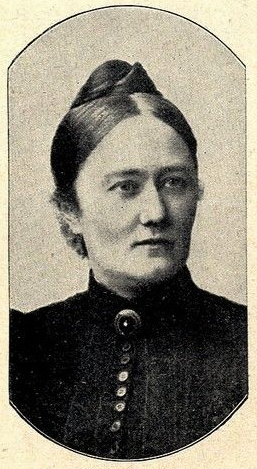
Helene Lange (1848-1930).

### Argentine
- Eva Perón

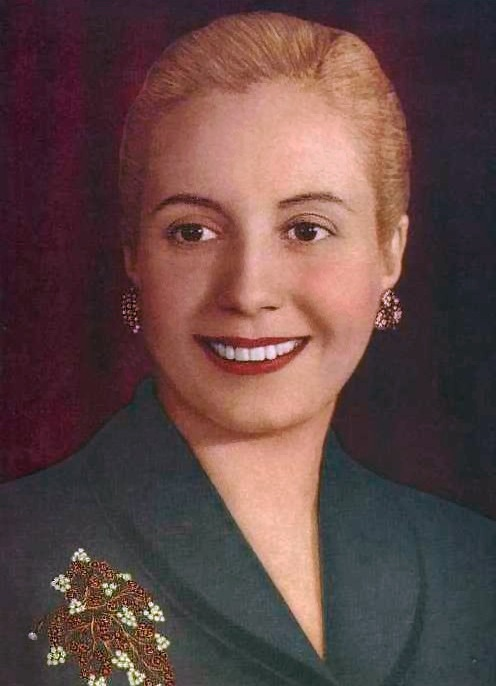
Eva Perón (1919-1952)

### Australie
- Dora Meeson Coates
- Edith Cowan
- Emily Davison
- Henrietta Dugdale
- Fanny Furner (en)
- Vida Goldstein
- Alice Henry
- Serena Lake
- Louisa Lawson
- Mary Lee
- Muriel Matters
- Emma Miller
- Rose Scott
- Catherine Helen Spence
- Jessie Street

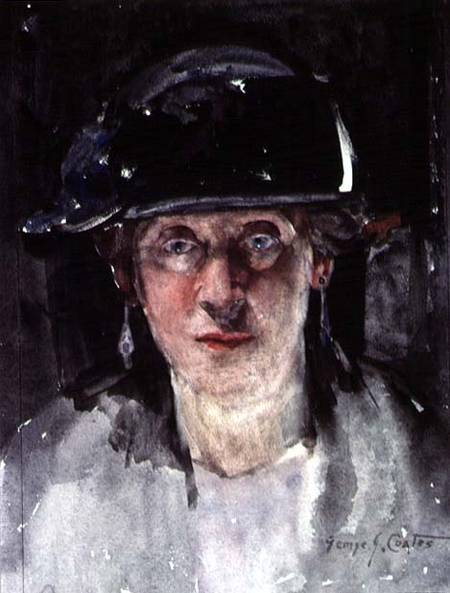
Dora Meeson (1869-1955).
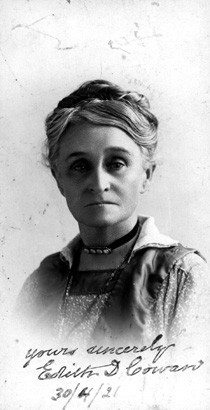
Edith Cowan (1861-1932).
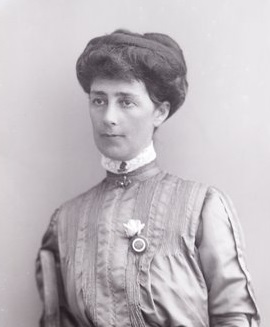
Vida Goldstein (1869–1949).
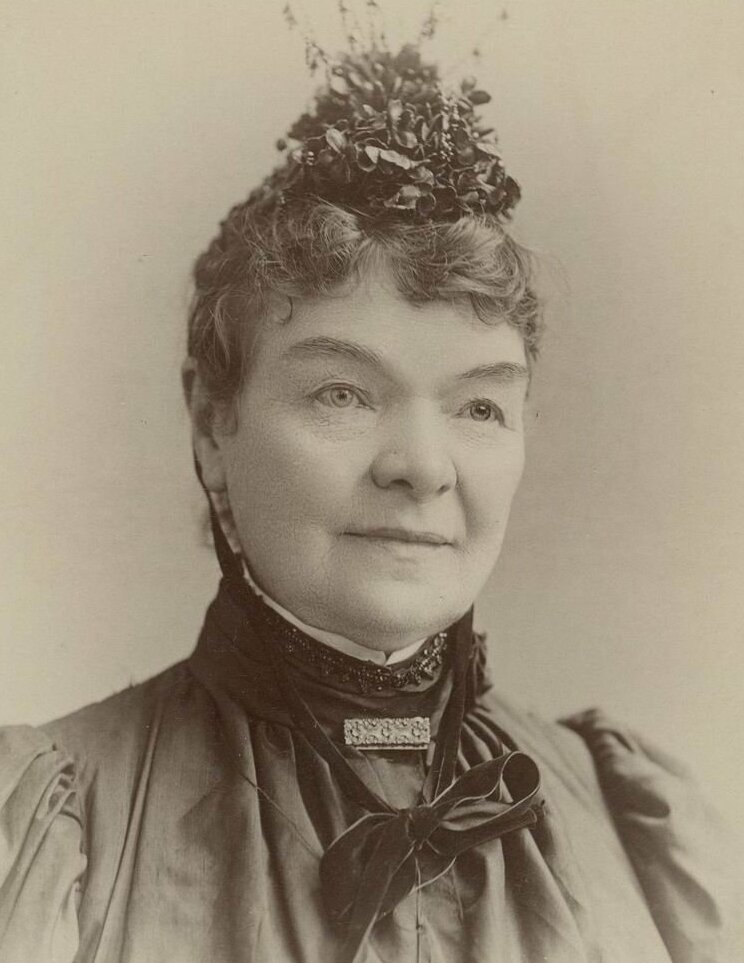
Mary Lee (1821–1909).
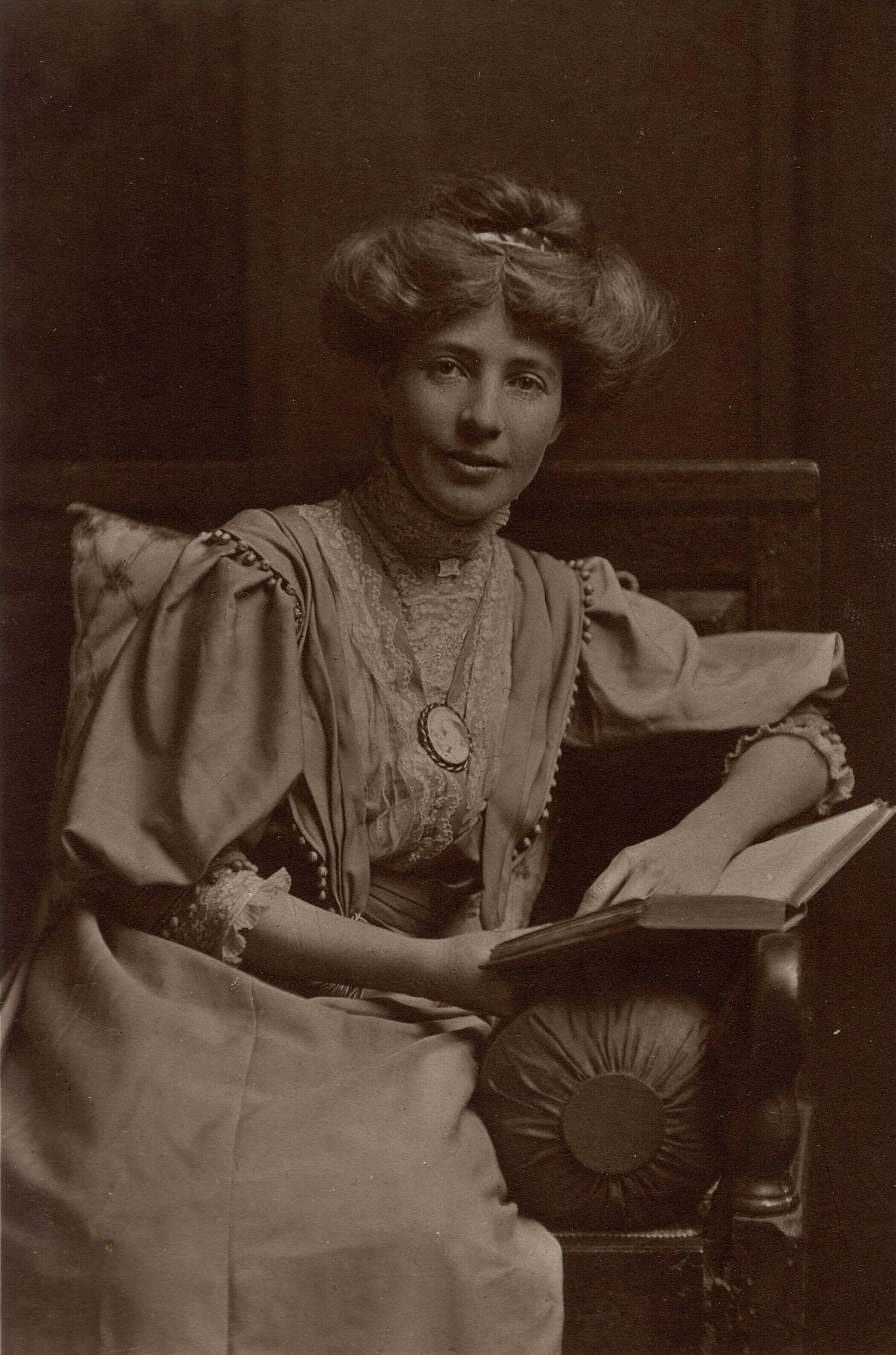
Muriel Matters (1877–1969).
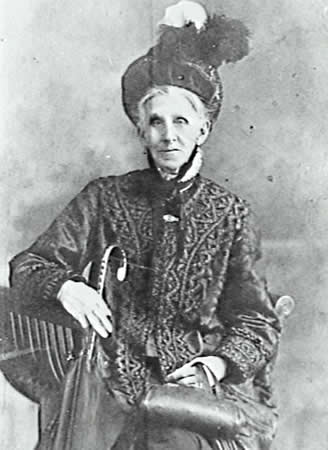
Emma Miller (1839–1917).
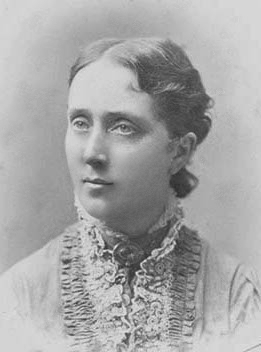
Rose Scott (1847–1925).
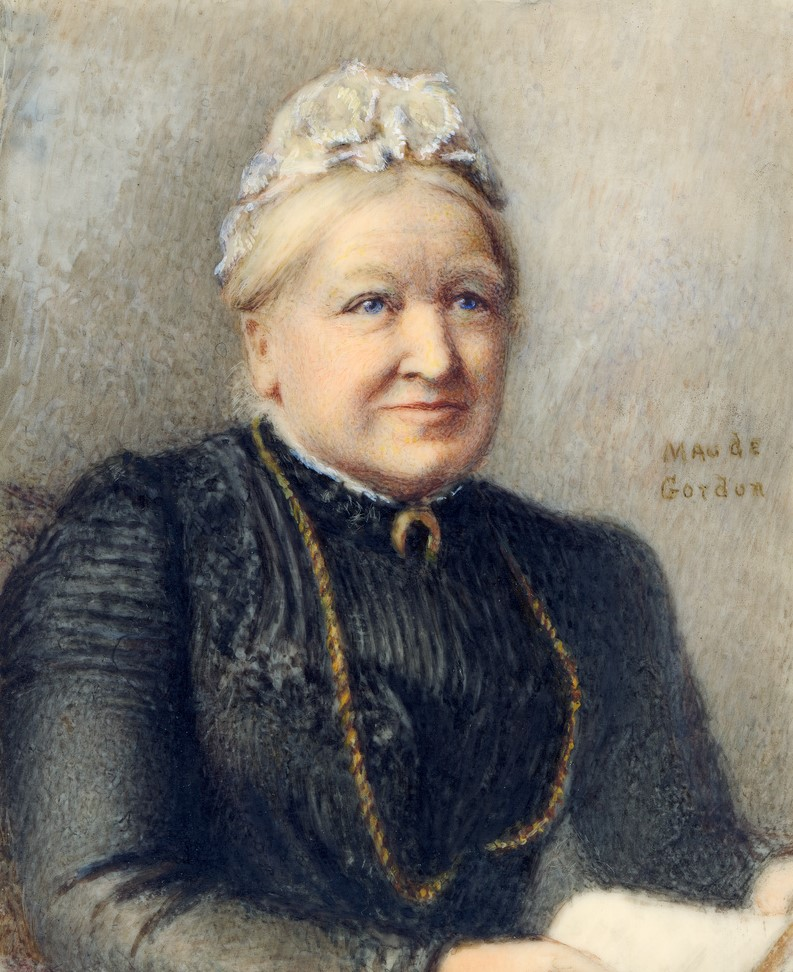
Catherine Helen Spence (1825–1910).
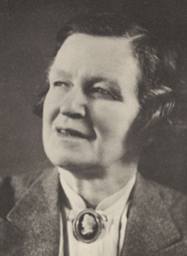
Jessie Street (1889–1970).

### Autriche
- Marianne Hainisch
- Ernestine von Fürth (en)
- Rosa Welt-Straus (en)

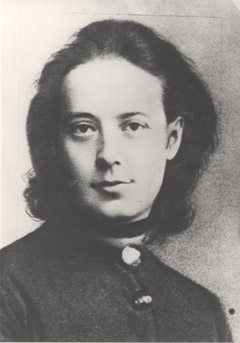
Marianne Hainisch (1839-1936).

### Belgique
- Émilie Claeys
- Marie Popelin
- Isala Van Diest
- Léonie de Waha

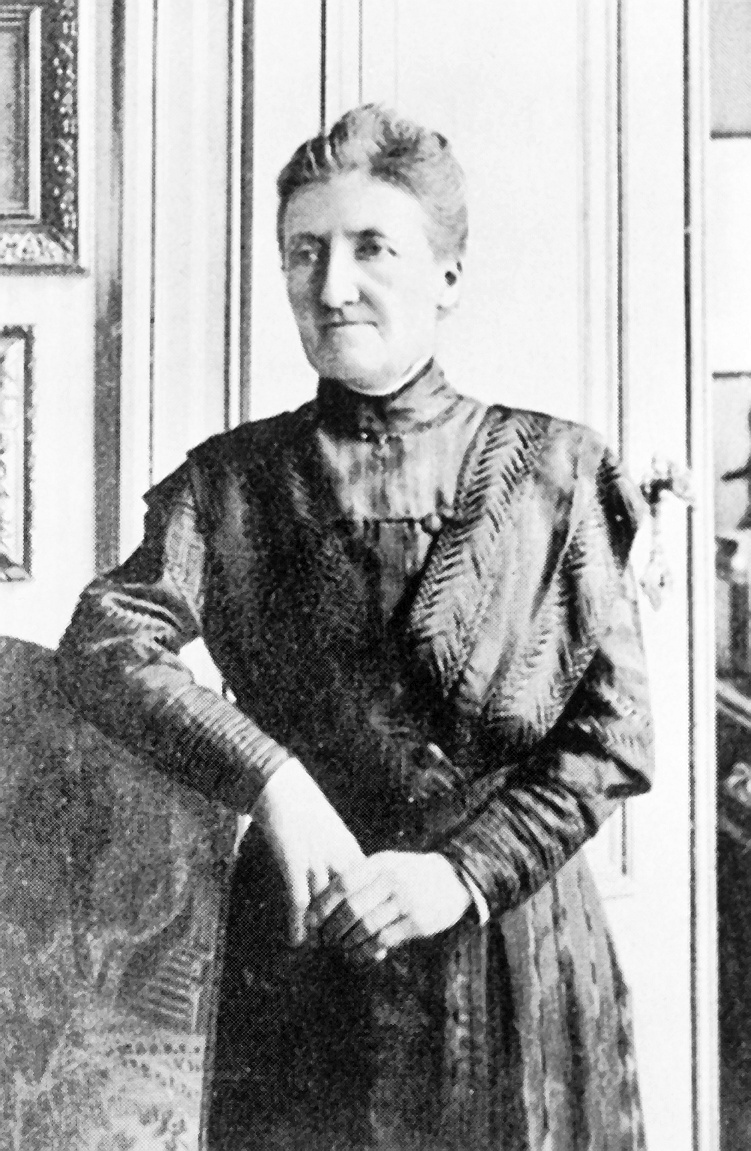
Marie Popelin (1846-1913).
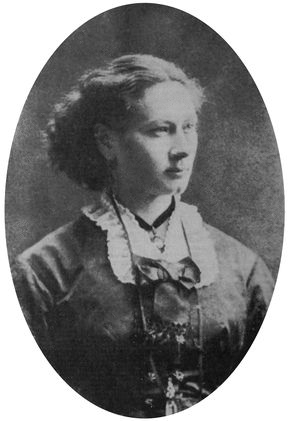
Isala Van Diest (1842-1916).
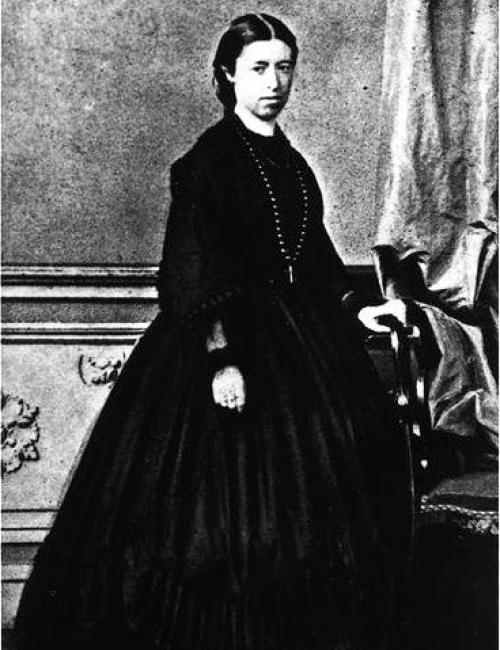
Léonie de Waha (1836-1926).

### Bulgarie
- Dimitrana Ivanova
- Julia Malinova (en)

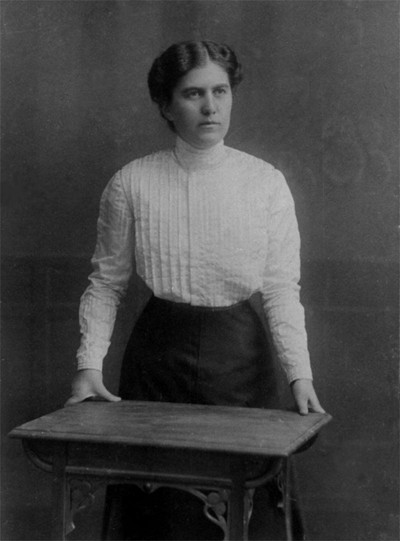
Dimitrana Ivanova (1881-1960)

### Canada
- Edith Archibald
- Laura Borden
- Carrie Derick
- Thérèse Forget Casgrain
- Gertrude Harding
- Marie Lacoste Gérin-Lajoie
- Anna Leonowens
- Nellie McClung
- Louise McKinney
- Henrietta Muir Edwards
- Emily Murphy
- Irene Parlby
- Eliza Ritchie
- Idola Saint-Jean
- Emily Stowe

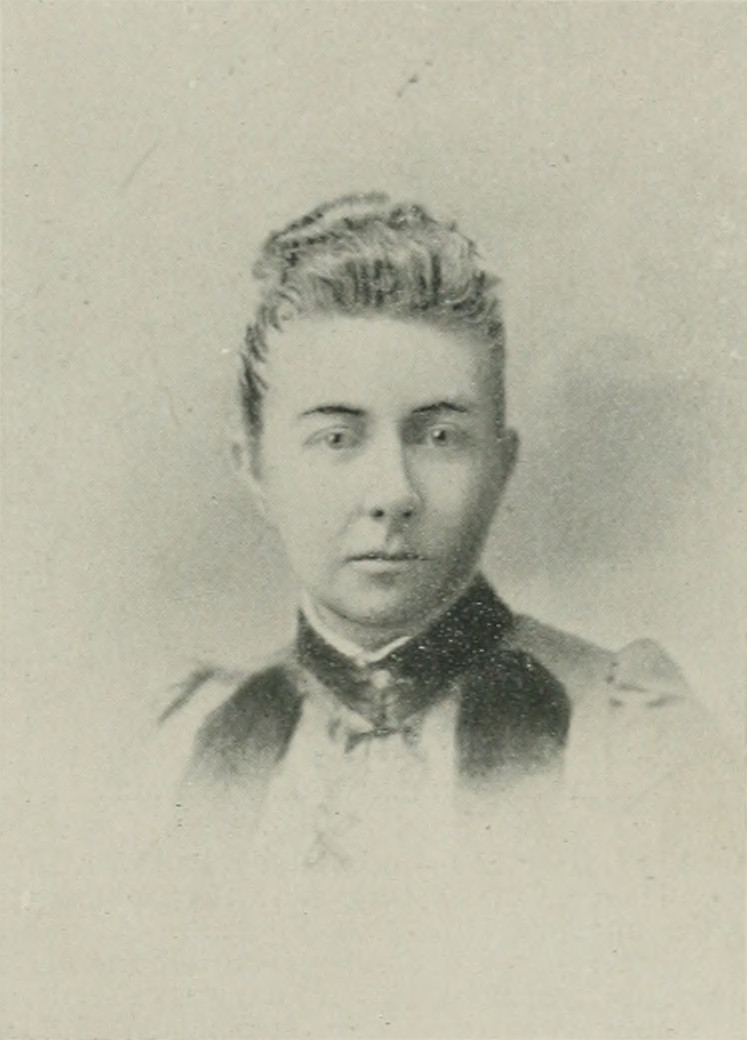
Edith Archibald (1854-1936)
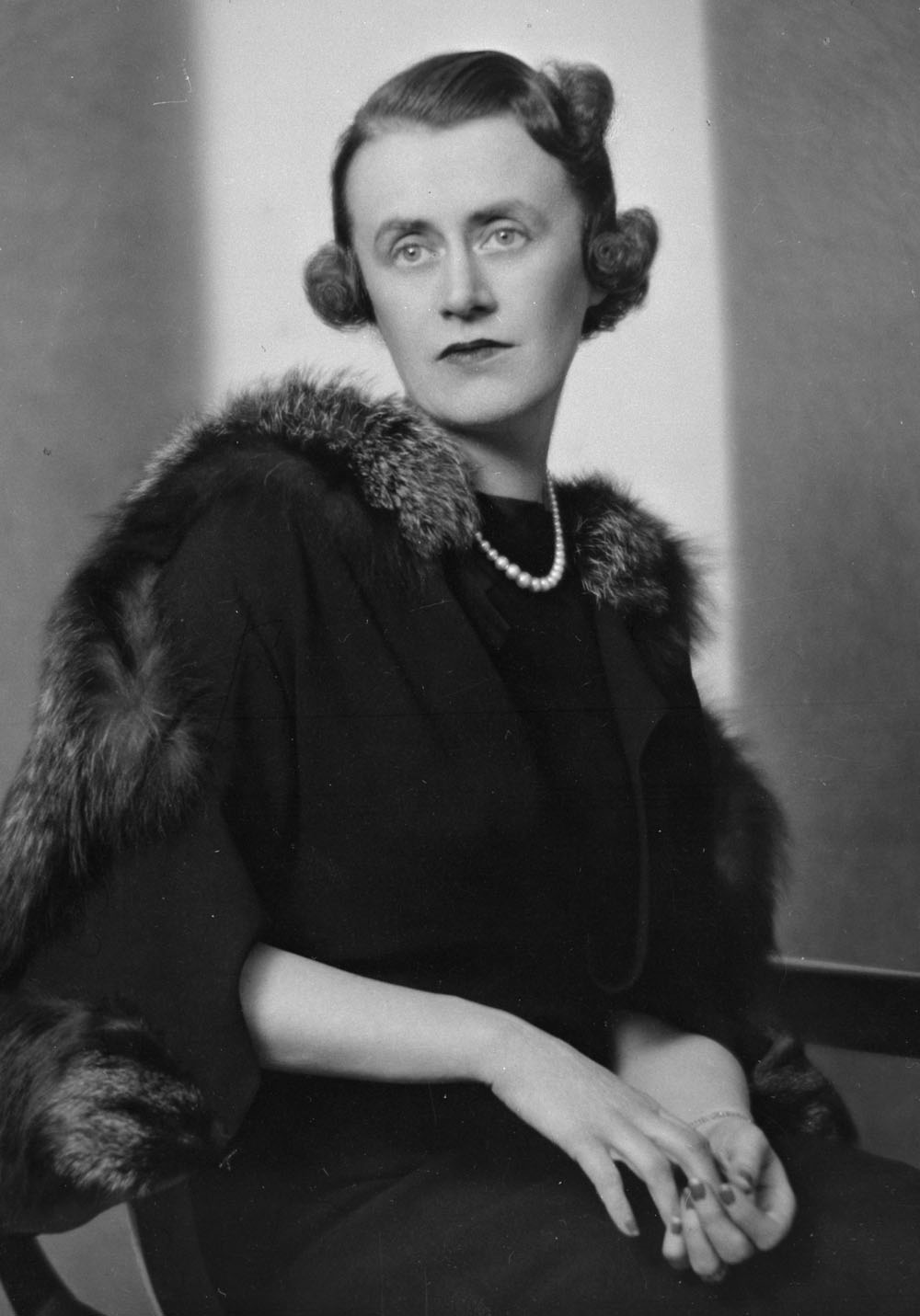
Thérèse Casgrain (1896-1981)
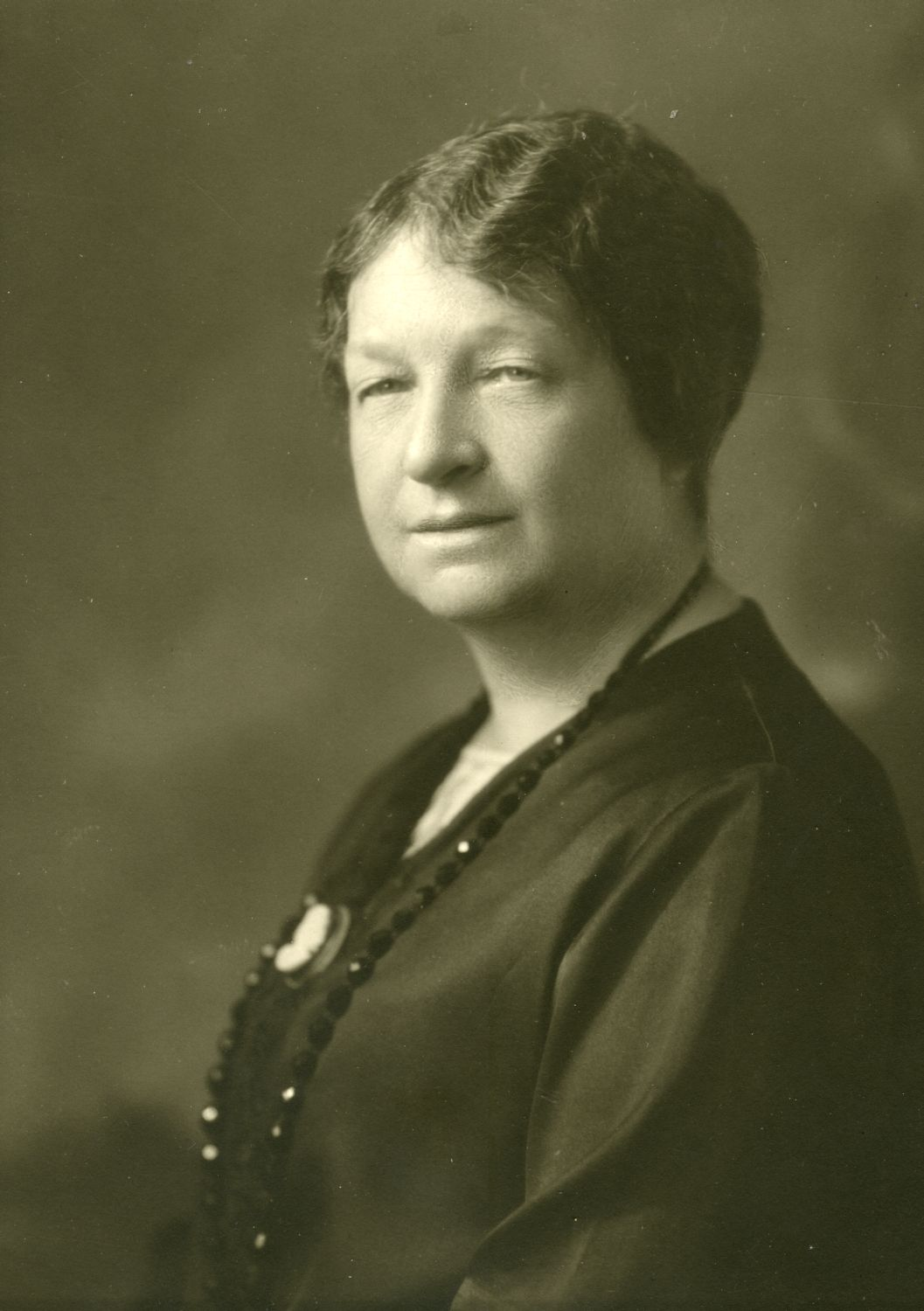
Marie Lacoste Gérin-Lajoie (1867-1945)
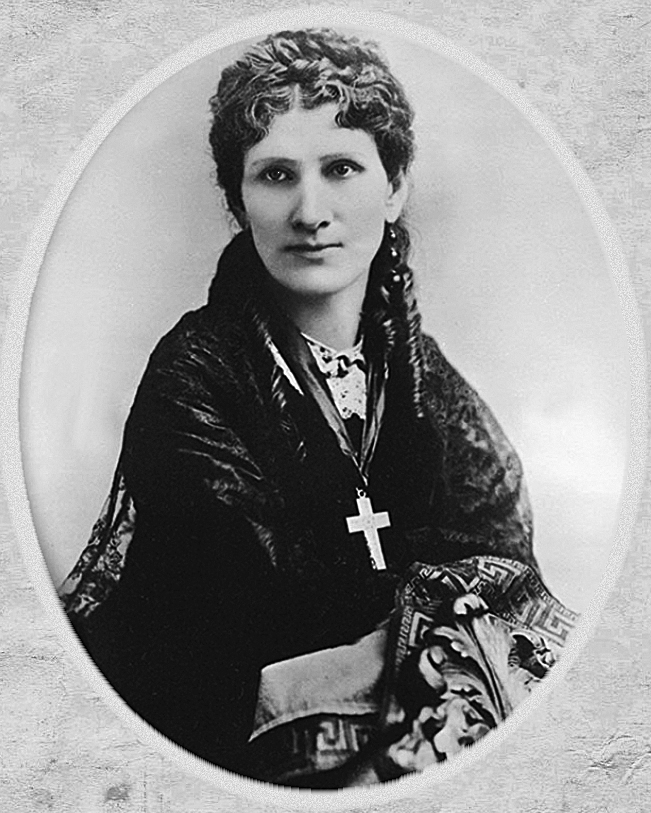
Anna Leonowens (1831-1915)
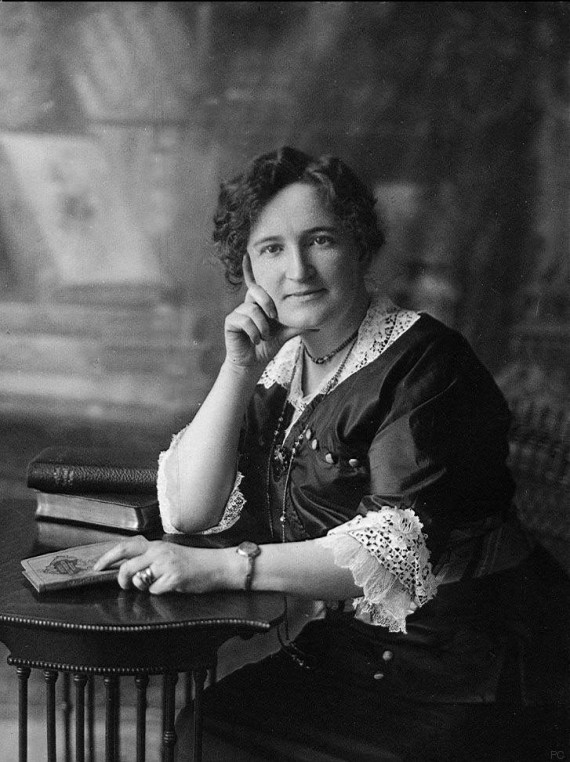
Nellie McClung (1873-1951)
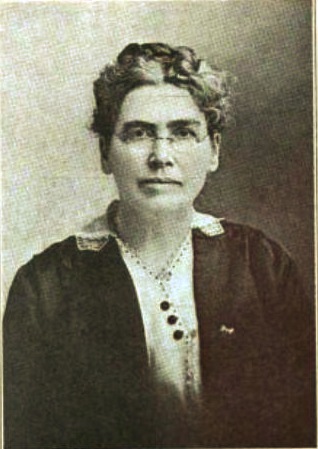
Louise McKinney (1868-1931)
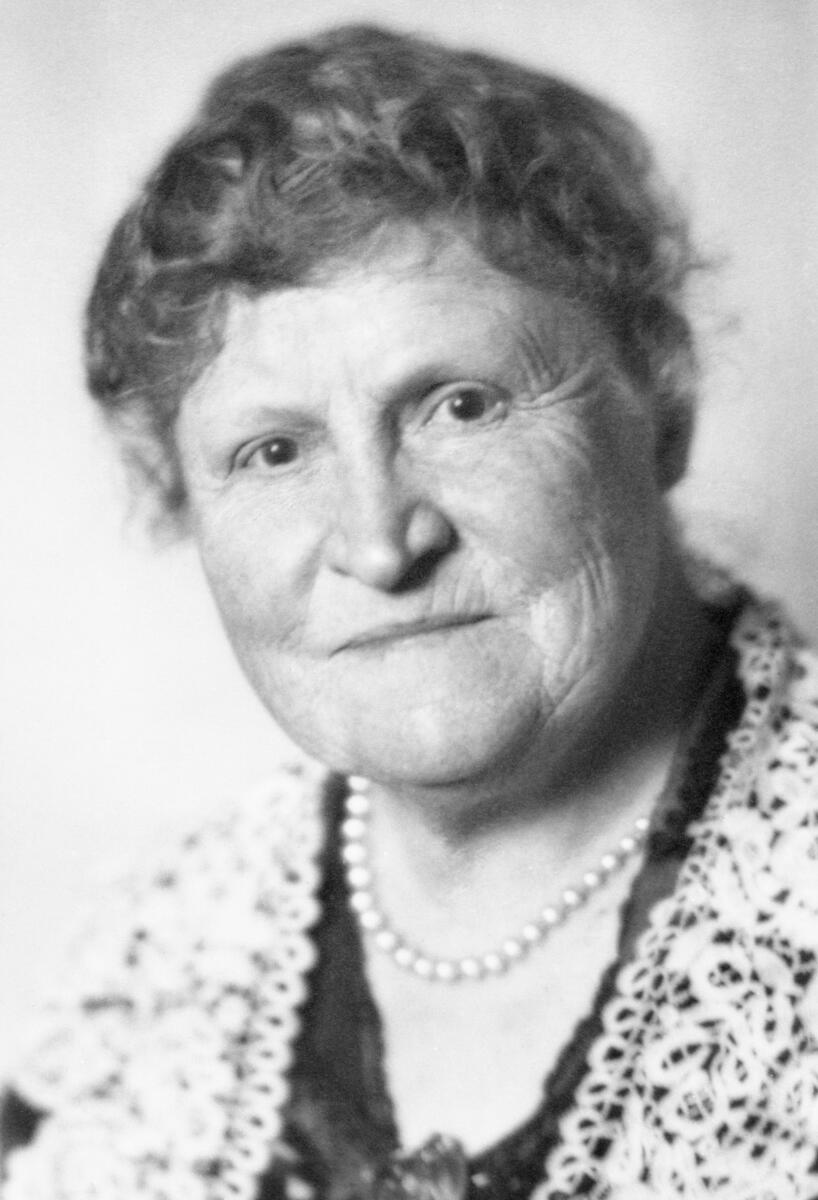
Henrietta Muir Edwards (1849-1931)
Emily Murphy (1868-1933)
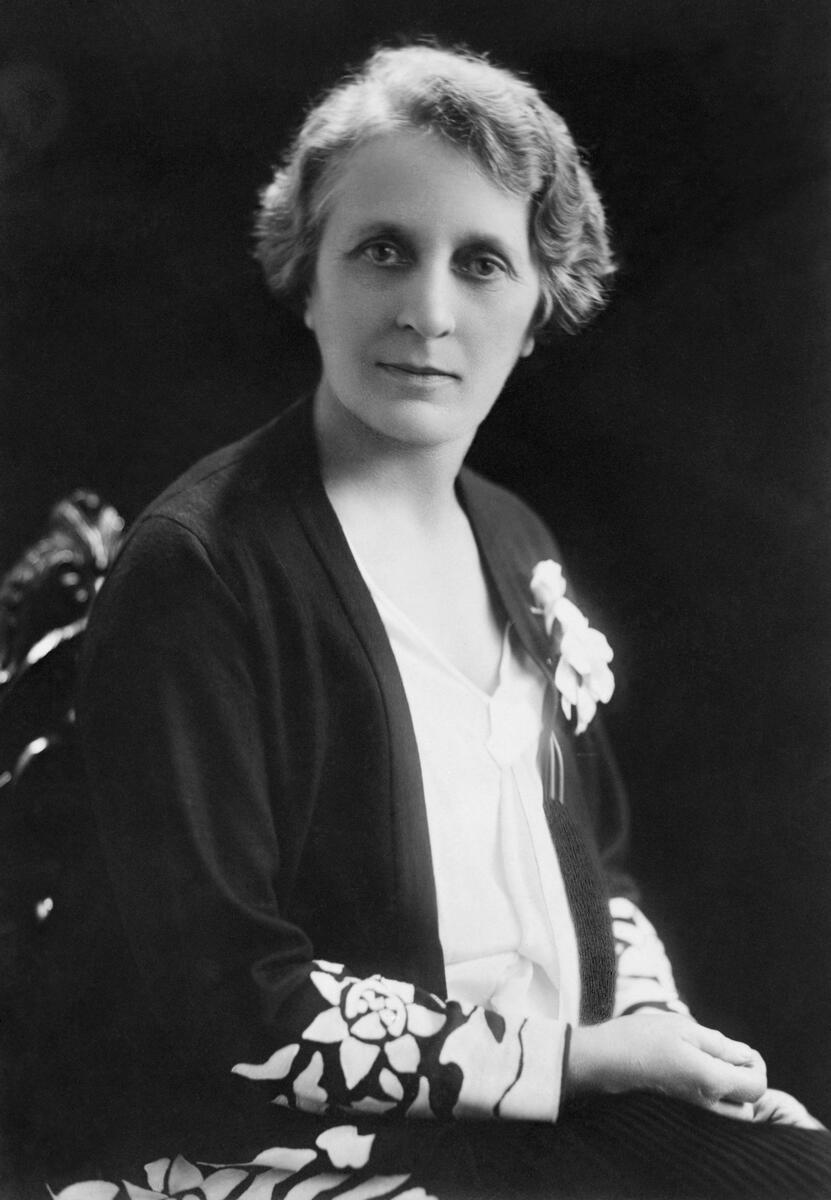
Irene Parlby (1868-1965)

### Danemark
- Mathilde Fibiger
- Eline Hansen (en)
- Line Luplau
- Louise Nørlund
- Elna Munch
- Johanne Rambusch (en)
- Caroline Testman

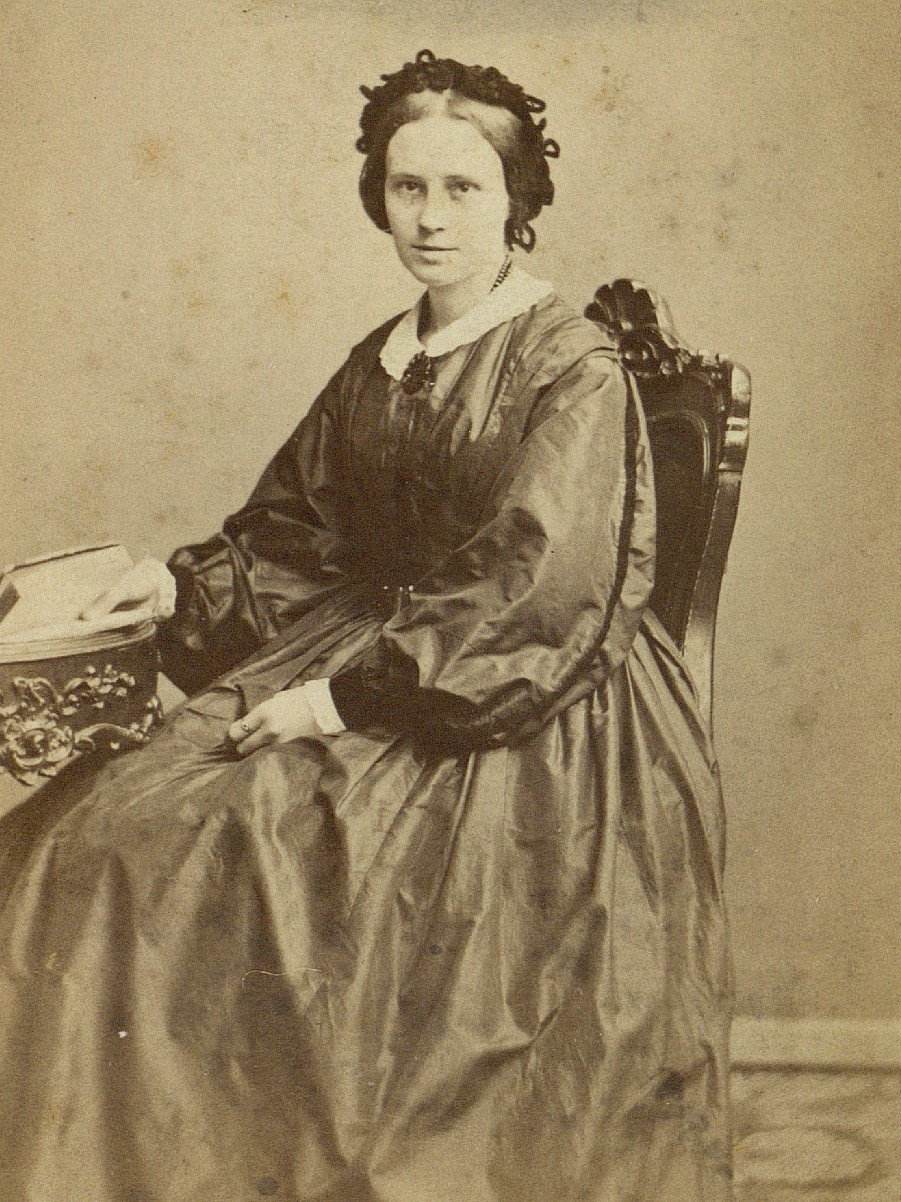
Mathilde Fibiger (1830-1872)
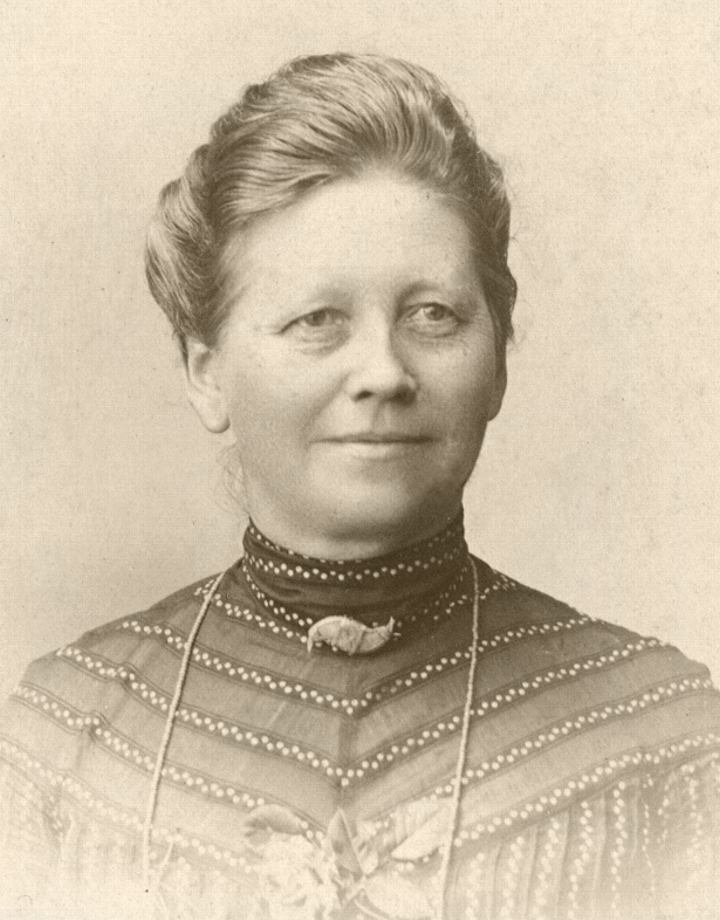
Eline Hansen (en) (1859-1919)
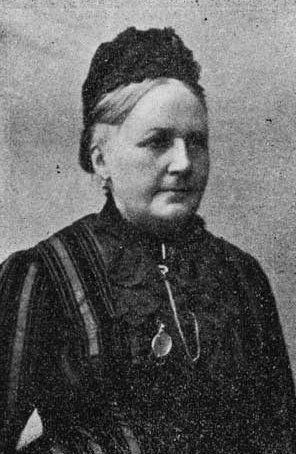
Line Luplau (1823-1891)
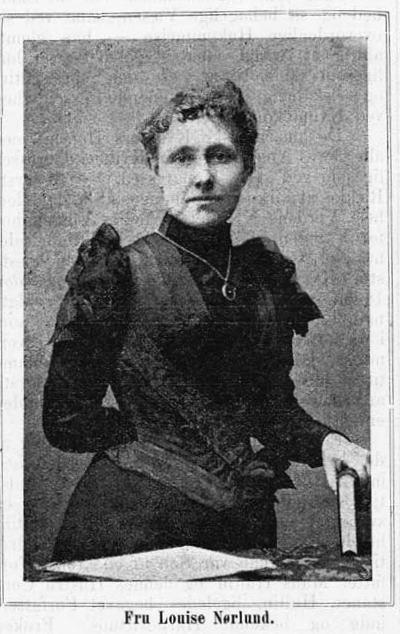
Louise Nørlund (1854-1919)
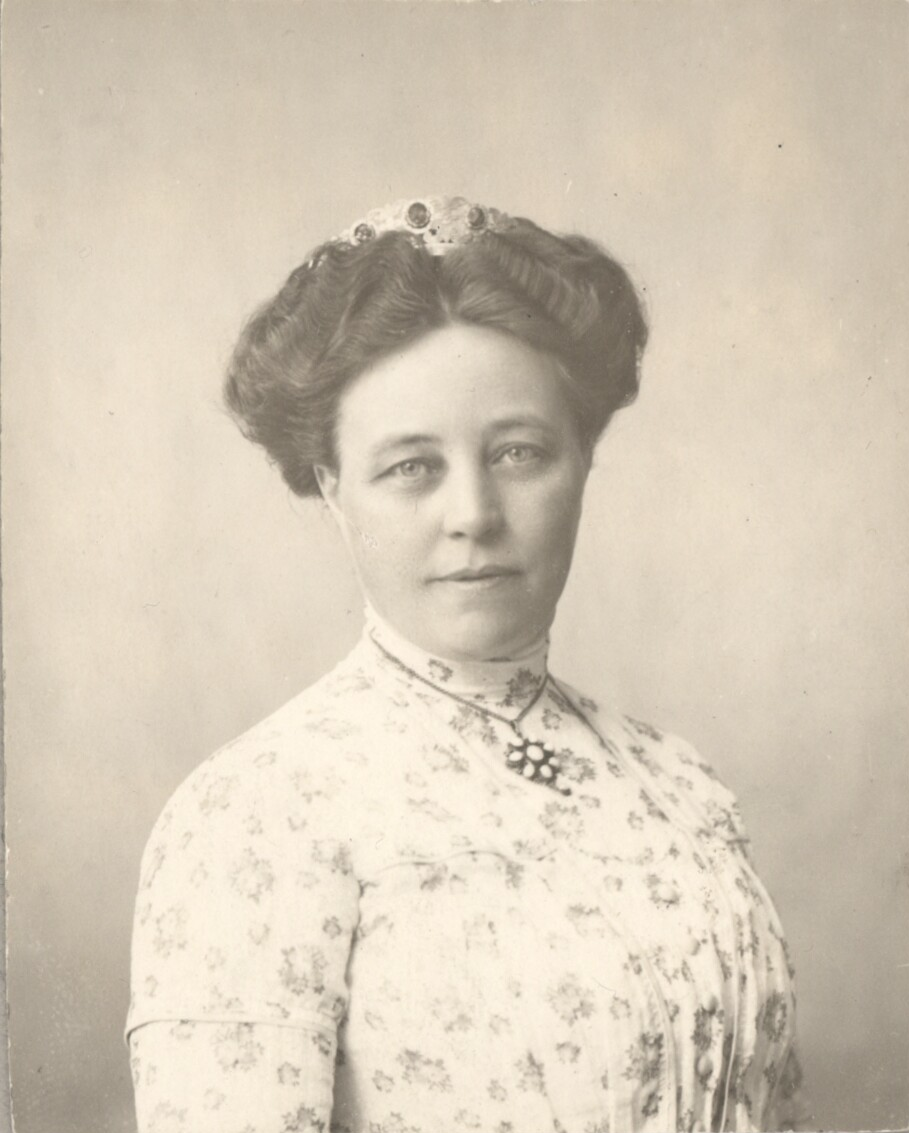
Elna Munch (1871-1945)

### Écosse
- Jane Arthur
- Ethel Moorhead
- Anna Munro
- Barbara Steel

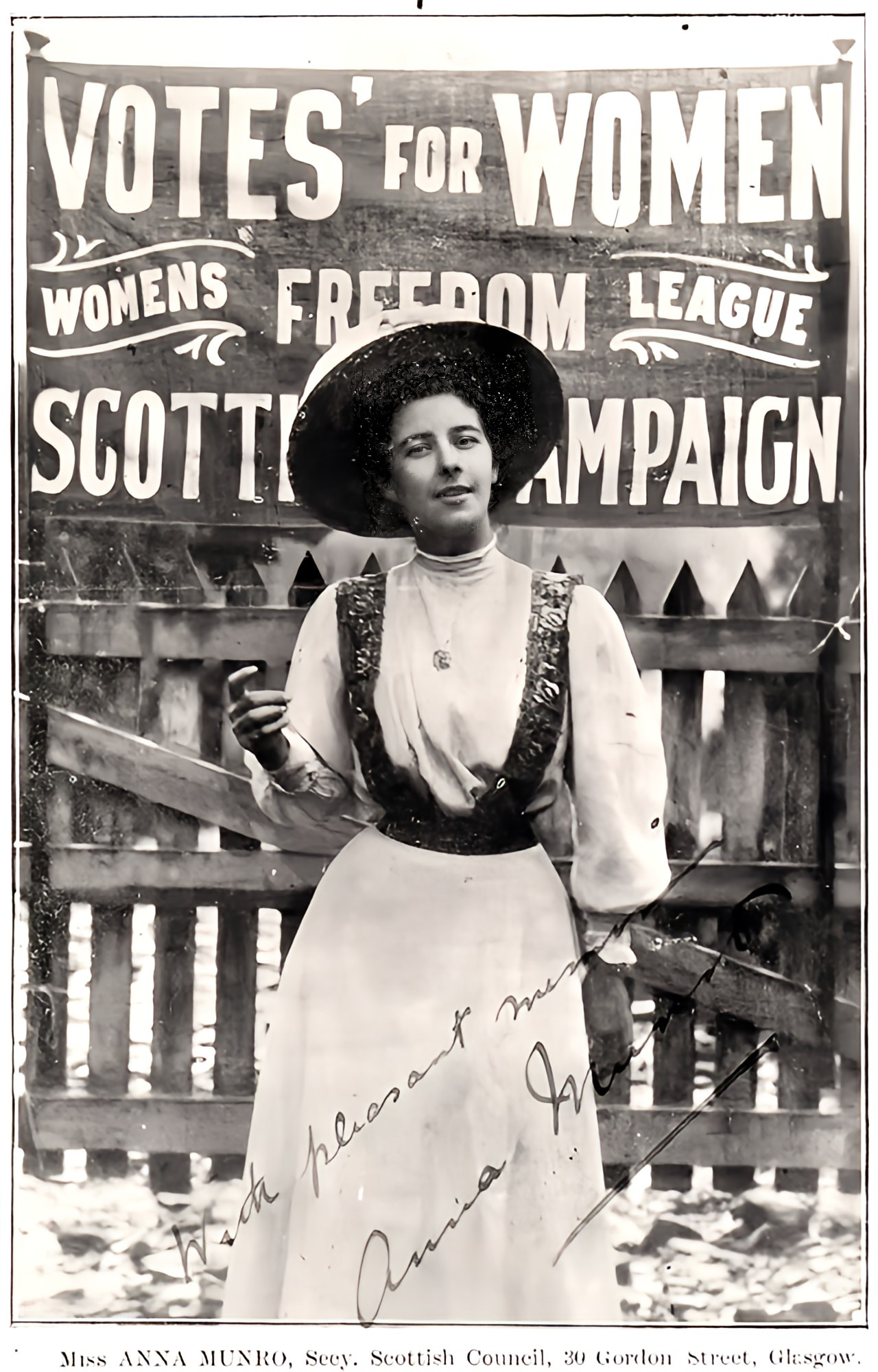
Anna Munro (1881-1962)

### Espagne
- Juana Whitney (1867-1945) ;
- Consuelo Álvarez Pool (1867-1959) ;
- María Espinosa de los Monteros (1875-1946) ;
- Isabel Oyarzábal (1878-1974) ;
- Benita Asas (1873-1968) ;
- María de Maeztu (1881-1948) ;
- Clara Campoamor (1888–1972) ;
- María Martos (1888-1981) ;
- Carmen de Burgos (1867-1932) ;
- Victorina Durán (1899-1993) ;
- Federica Montseny (1905-1994).

### Égypte
- Doria Shafik.

### États-Unis

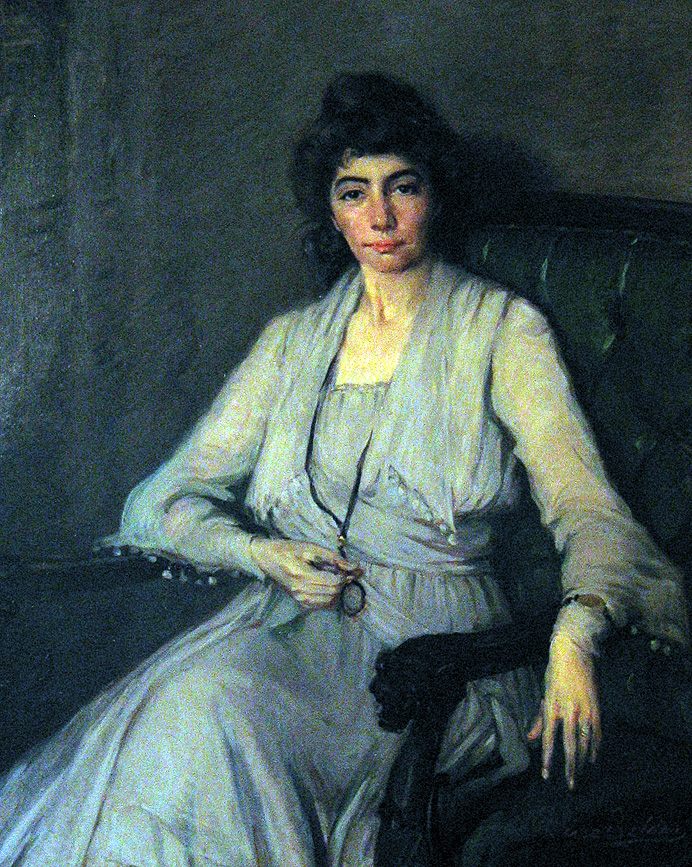
Madelin « Madge » Breckinridge.

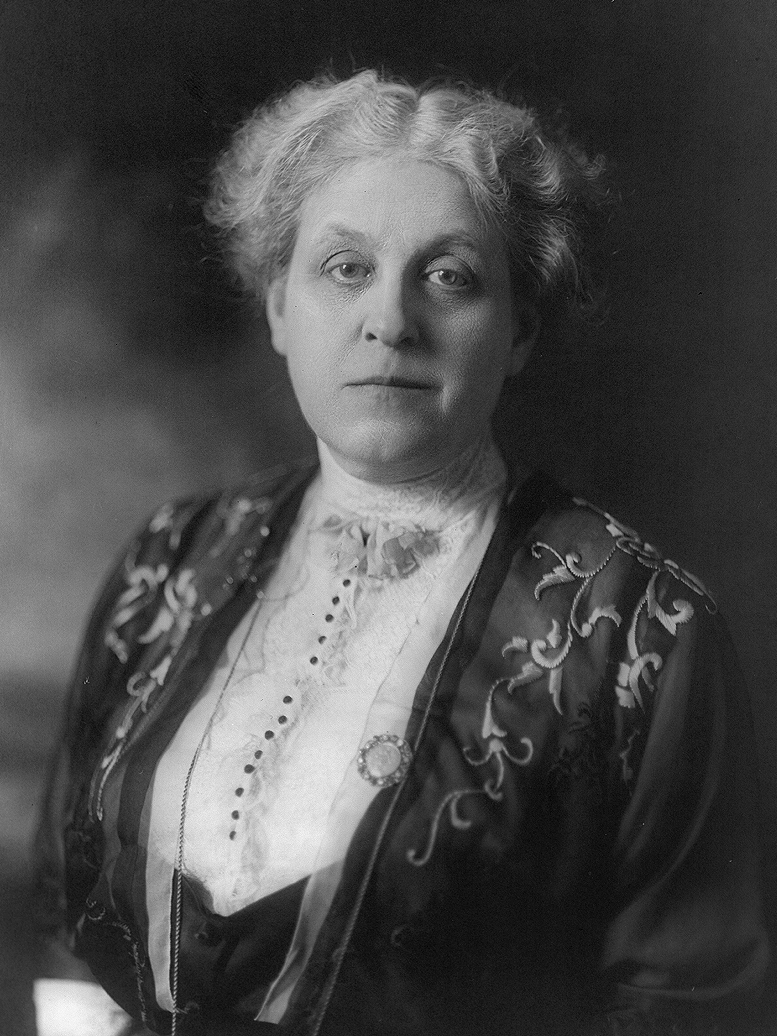
Carrie Chapman Catt.

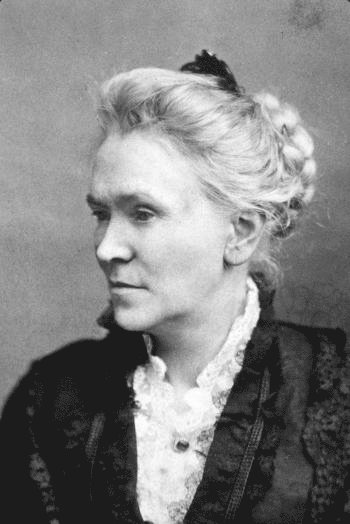
Matilda Joslyn Gage.

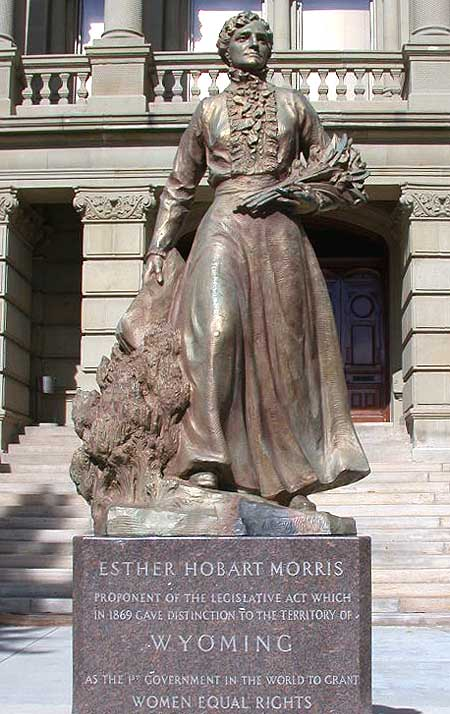
Statue de Esther Hobart Morris.

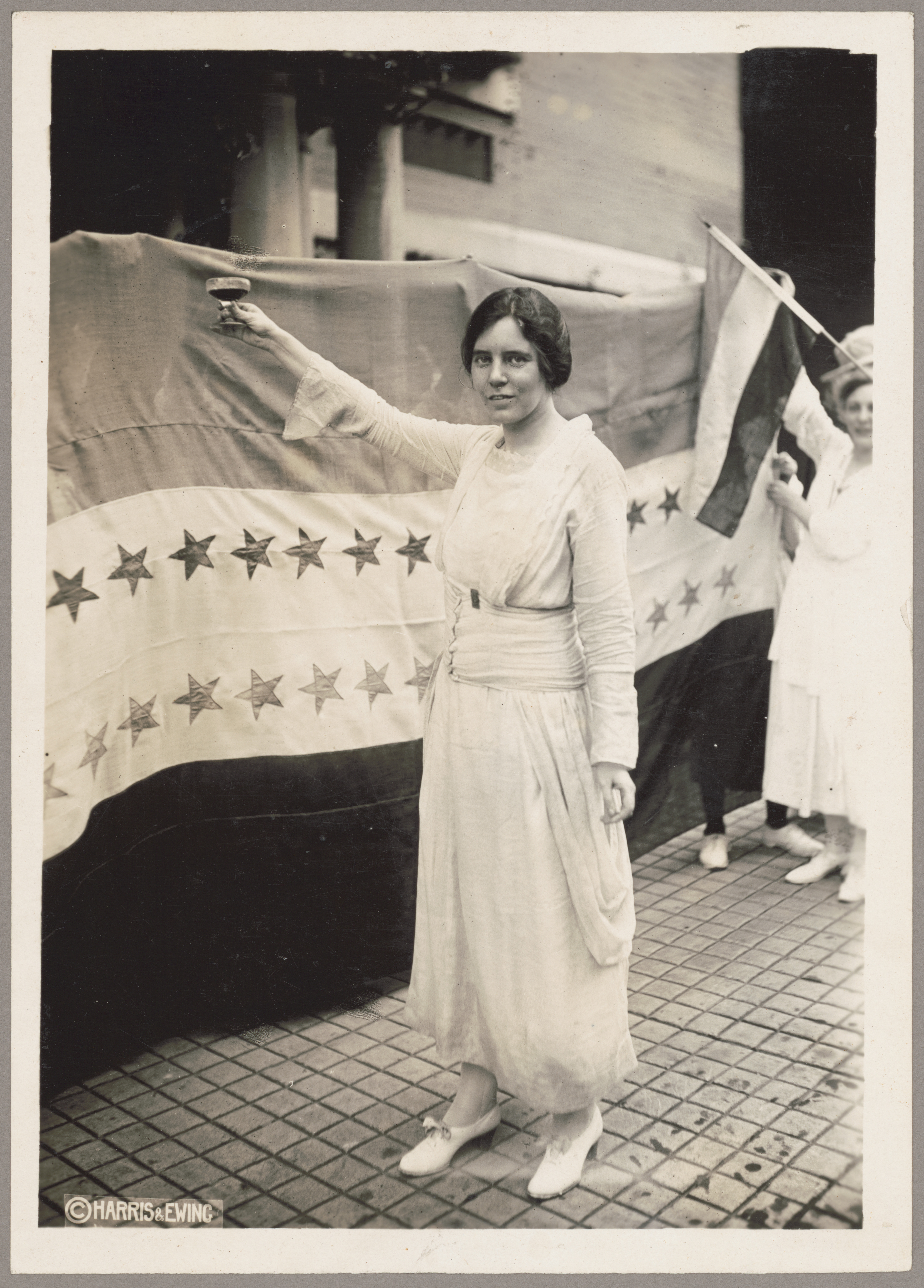
Alice Paul.

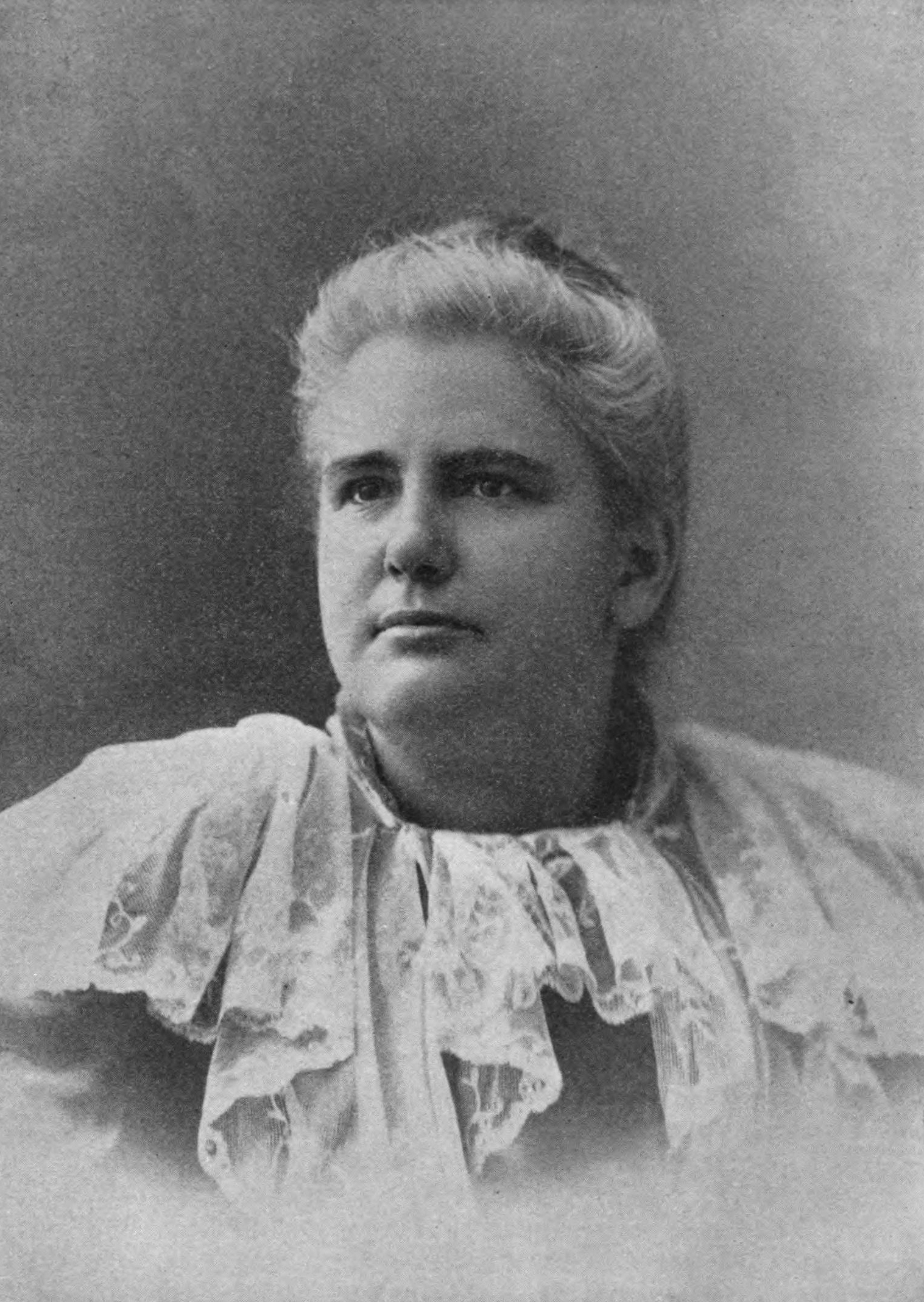
Anna Howard Shaw.

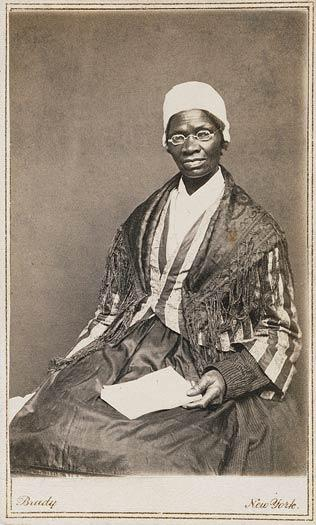
Sojourner Truth.

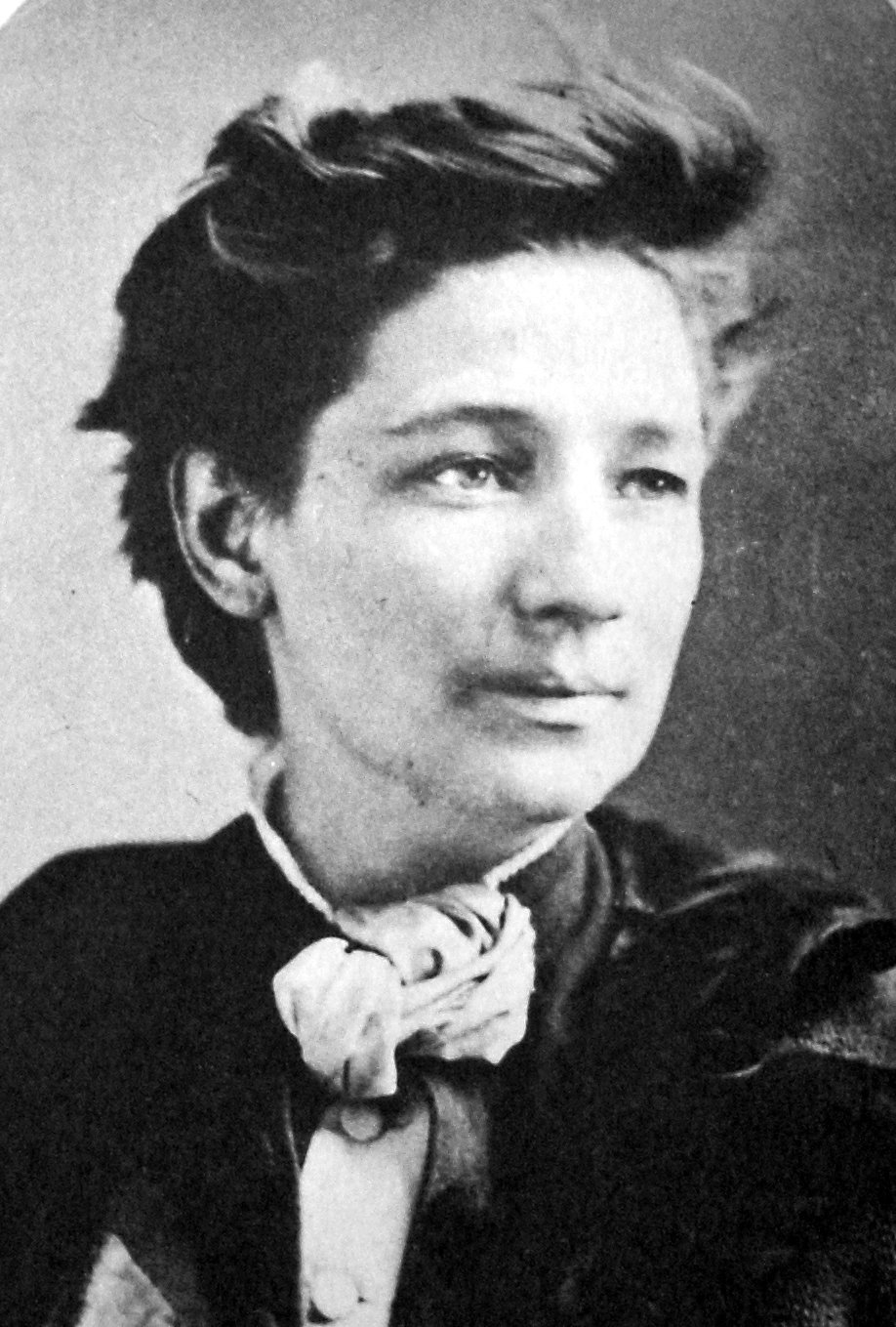
Victoria Woodhull.

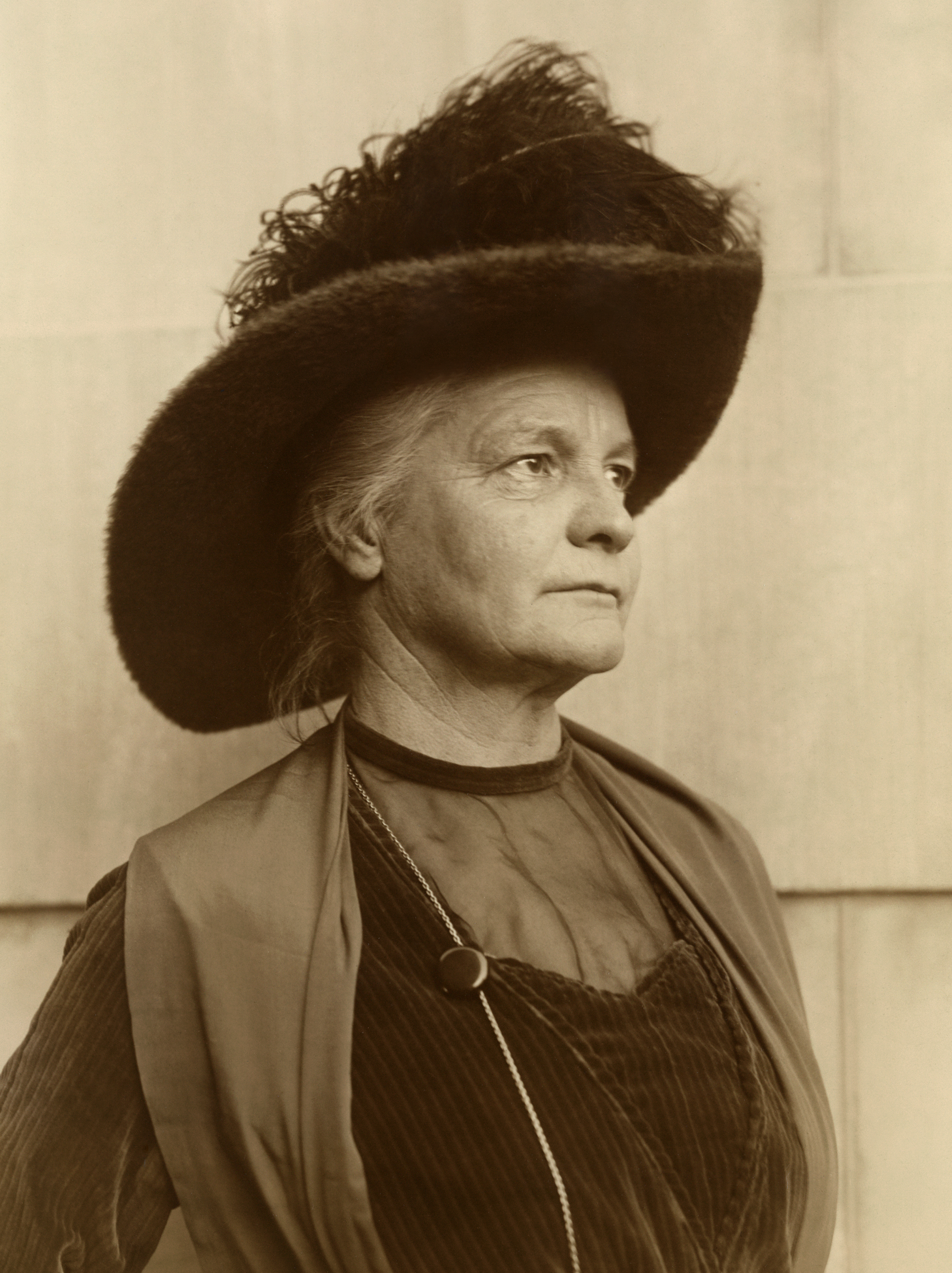
Elizabeth Glendower Evans (1856–1937).

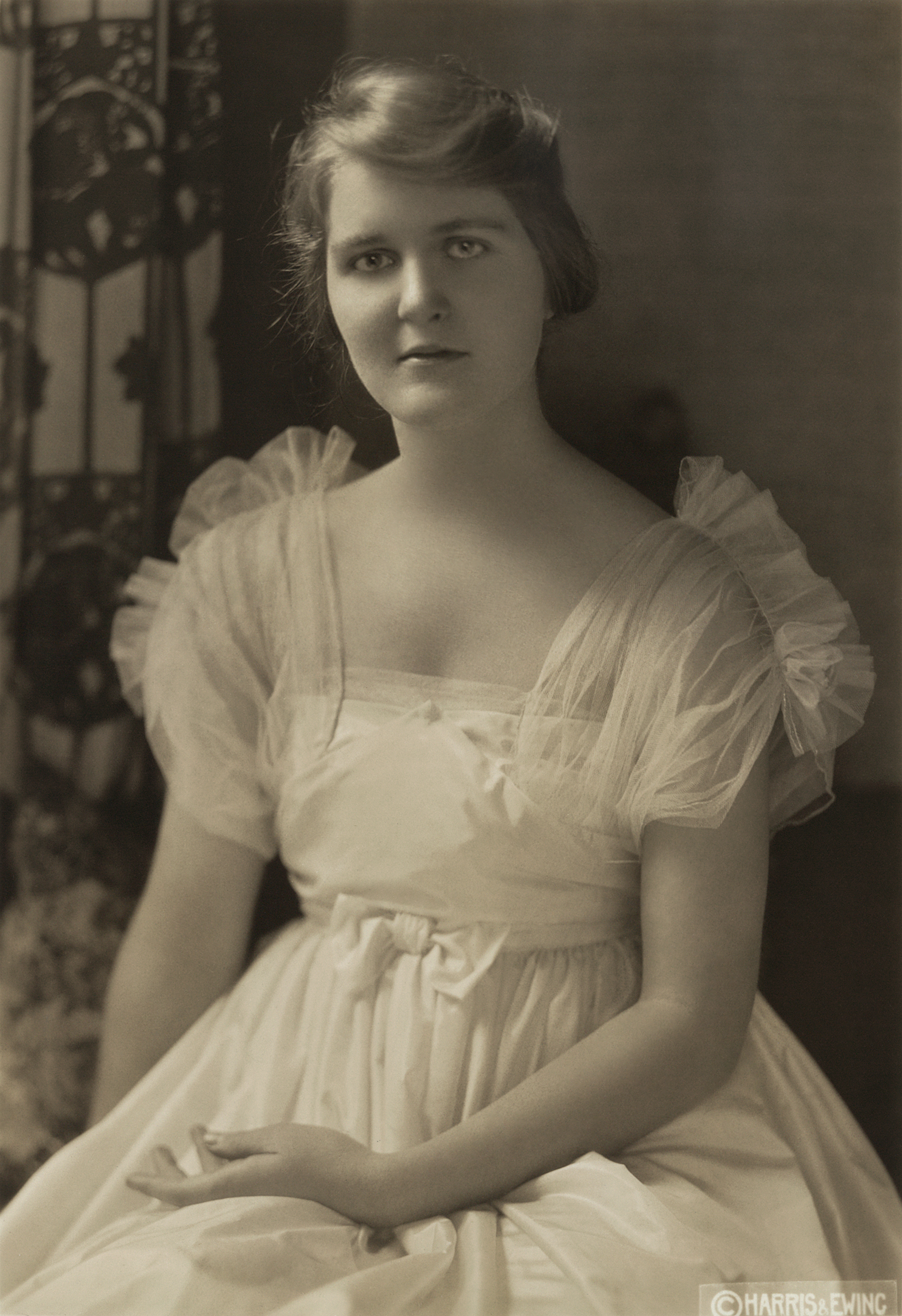
Helena Hill, suffragette. Vers 1910 - 1920.

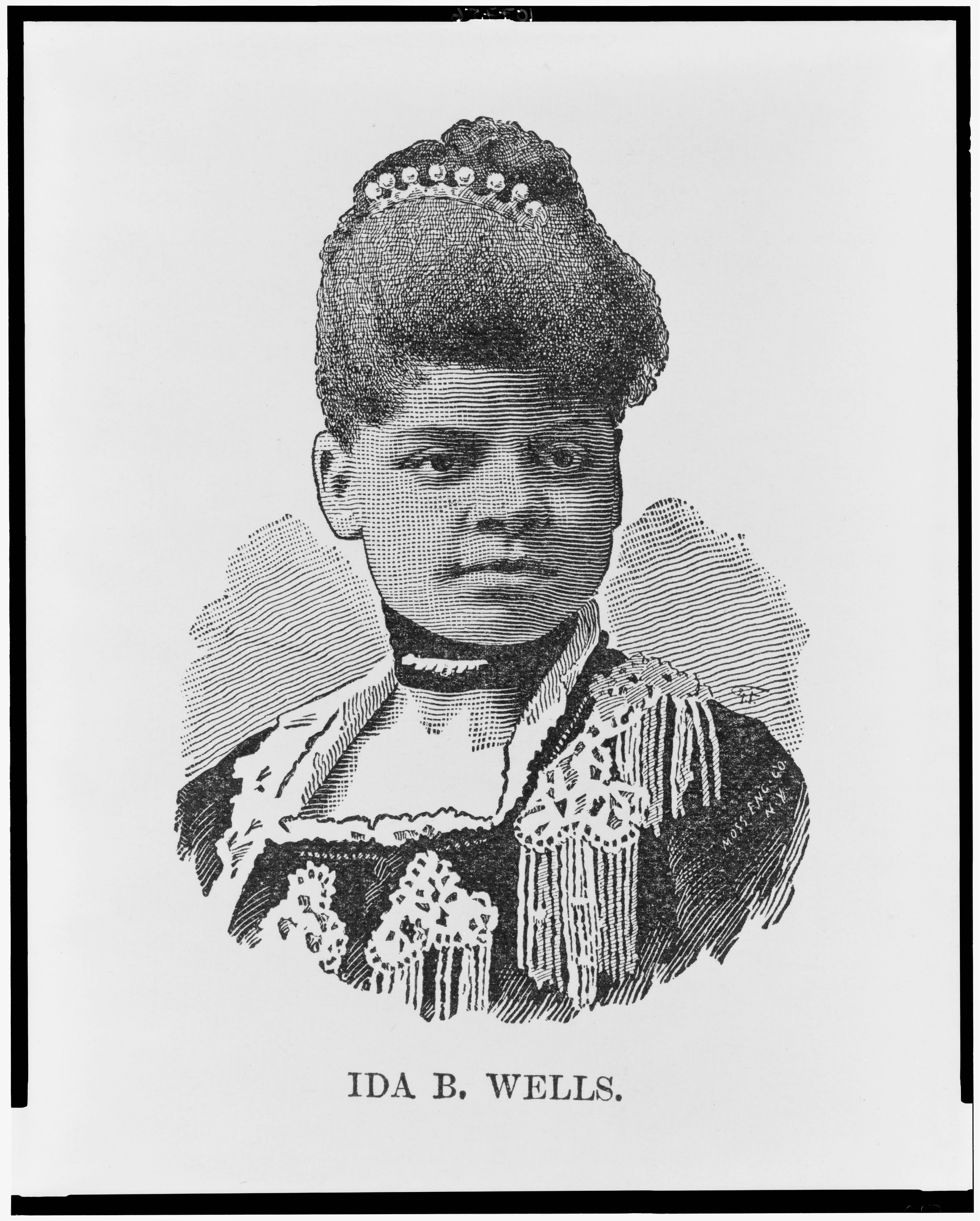
Ida B. Wells (1891).

- Jane Addams (1860–1935) - Militante de l'action sociale, présidente de la Ligue internationale des femmes pour la paix et la liberté,
- Jessie Daniel Ames (1883-1972) - fondatrice et présidente de la section texane de la League of Women Voters (TLWV)
- Susan B. Anthony (1820–1906) - cofondatrice et dirigeante du National Woman Suffrage Association,
- Naomi Anderson (1863- ) - Suffragette afro-américaine,
- Nina E. Allender (1873–1957)- conférencière, organisatrice et dessinatrice,
- Annie Arniel (1873–1924) - membre de Silent Sentinels, arrêtée à huit reprises,
- Bertha Hirsch Baruch (en) - écrivaine, présidente de la Los Angeles Suffrage Association,
- Alva Belmont (1853–1933) - fondatrice de la Political Equality League, qui a fusionné avec le Union du congrès pour le droit de vote des femmes en 1913
- Alice Stone Blackwell (1857–1950) - journaliste et militante,
- Antoinette Brown Blackwell (1825–1921) - cofondatrice, avec Lucy Stone, de l'American Woman Suffrage Association,
- Henry Browne Blackwell (1825–1909) - fondatrice du Woman's Journal avec Lucy Stone,
- Harriot Eaton Stanton Blatch (1856–1940) - écrivaine, fondatrice de la Women's Political Union, fille d'Elizabeth Cady Stanton
- Amelia Bloomer (1818–1894) - militante ayant eu une influence sur une réforme du style vestimentaire féminin connue sous le nom de bloomers,
- Lucy Gwynne Branham (1892–1966) - professeur et organisatrice dans le National Woman's Party et les Silent Sentinels. Fille de la suffragette Lucy Fisher Gwynne Branham,
- Madeline McDowell Breckinridge (1872–1920) - dirigeante suffragette, vice-présidente de la National Woman Suffrage Association,
- Sophonisba Breckinridge (1866–1948) - activiste et innovatrice en éducation,
- Virginia Brooks (1886-1929), cofondatrice de l'Alpha Suffrage club à Chicago, combat la corruption à Calumet City à partir de 1911,
- Olympia Brown (1835–1926) - activiste, première femme à obtenir un diplôme d'une école théologique,
- Emma Bugbee (en) (1888–1981) - journaliste,
- Lucy Burns (1879–1966) - militante pour les droits des femmes, cofondatrice du National Woman's Party,
- Frances Jennings Casement (1840–1928) - militante pour les droits des femmes, tout comme son mari John S. Casement,
- Carrie Chapman Catt (1859–1947) - présidente de la National American Woman Suffrage Association, fondatrice de la League of Women Voters et de l'Alliance internationale des femmes, a fait campagne pour le XIXe amendement de la Constitution des États-Unis,
- Tennessee Celeste Claflin (1844–1923) - l'une des premières femmes ayant ouvert une société de courtage sur Wall Street, a milité pour la légalisation de la prostitution,
- Laura Clay (en) (1849–1941), cofondatrice et première présidente de la Kentucky Equal Rights Association (en), meneuse du mouvement pour le droit de vote des femmes,
- Ida Craft - connue sous le nom de « Colonel », a pris part au Suffrage Hike (en),
- Lizzie Crozier French (1851-1926) - éducatrice et militante, fait adopter le 19e amendement (vote des femmes) dans le Tennessee, ce qui en fait une loi fédérale,
- Minnie Fisher Cunningham (1882–1964) - première secrétaire exécutive de la League of Women Voters, membre de la National American Women's Suffrage Association,
- Lucile Atcherson Curtis (en) (1894-1986) - première femme du Service extérieur des États-Unis,
- Paulina Kellogg Wright Davis (1813 –1876) - fondatrice de la New England Woman Suffrage Association, membre de la National Woman Suffrage Association, coorganisatrice et présidente de la première National Women's Rights Convention,
- Emma Smith Devoe (1848-1927)- membre de la National Woman Suffrage Association, très active dans l'Ouest des États-Unis
- Rheta Louise Childe Dorr (1868–1948) - journaliste, éditrice, écrivaine et militante politique,
- Frederick Douglass (1818–1895) - militante afro-américaine, conférencière, écrivaine et femme politique,
- Anne Dallas Dudley (1876–1955) - militante suffragette. En 1920, avec Abby Crawford Milton (en) et Catherine Talty Kenny, elle mène campagne au Tennessee pour soutenir le dix-neuvième amendement de la constitution américaine[1],[2],
- Abigail Scott Duniway (1834–1915) - militante pour les droits des femmes, éditrice et écrivaine,
- Max Forrester Eastman (1883–1969) - écrivain, philosophe, poète et militant politique,
- Katherine Philips Edson (en) (1870 –1933) - travailleuse sociale et féministe, a milité pour le vote des femmes en Californie,
- Helga Estby (en) (1860–1942) - immigrante norvégienne connue pour sa marche à travers les États-Unis en 1896,
- Janet Ayer Fairbank (en) (1878–1951) - écrivaine et militante progressiste,
- Lillian Feickert (en) (1877–1945) - suffragette, première femme du New Jersey à se lancer en campagne électorale pour le Sénat des États-Unis[3][réf. à confirmer],
- Sara Bard Field (1882–1974) - membre du National Woman's Party, en Oregon et au Nevada. A traversé les États-Unis pour livrer une pétition de 500 000 signatures au président Wilson,
- Clara S. Foltz (1849–1934) - avocate, sœur de Samuel M. Shortridge,
- Bettiola Héloïse Fortson (1890-1917), journaliste et suffragette afro-américaine, la première femme noire à publier un livre (1915),
- Elisabeth Freeman (1876–1942) - Participante à Suffrage Hike (en),
- Matilda Joslyn Gage (1826–1898) - activiste et écrivaine,
- Edna Fischel Gellhorn (1878–1970) - réformatrice et cofondatrice de la National League of Women Voters (en)
- Sarah Grimké (1792–1873) - abolitionniste et écrivaine,
- Eliza Caroline "Lida" Calvert Obenchain (nom de plume Eliza Calvert Hall) (1856–1935) - écrivaine et militante pour les droits des femmes,
- Ida Husted Harper (1851–1931) - organisatrice, écrivaine et historienne du mouvement pour le vote des femmes aux États-Unis,
- Florence Jaffray Harriman (1870–1967) - militante féministe et diplomate,
- Sallie Davis Hayden (en) (1842-1907) - l'une des fondatrices du mouvement pour le droit de vote des femmes en Arizona,
- Josephine K. Henry (en) (1846–1928) - militante progressiste pour le droit des femmes et écrivaine,
- Katharine Houghton Hepburn (1878–1951) - militante sociale,
- Elsie Hill (en) (1883-1970) - activiste,
- Helena Hill (en) (1875-1958) - activiste et géologue,
- Julia Ward Howe (1819–1910) - abolitionniste, activiste sociale et poétesse,
- Emily Howland (1827 – 1929) - philanthrope et éducatrice,
- Josephine Brawley Hughes (1839-1926) - a fondé l'Arizona Suffrage Association en 1891,
- Inez Haynes Irwin (1873–1970) - cofondatrice de la College Equal Suffrage League, membre du National Woman's Party, a écrit sur l'histoire de ces organisations,
- Mary E. Jackson (1867–1923), sufragette afro-américaine et membre de la YWCA
- Ada James (en) (1876–1952) - travailleuse sociale et réformatrice,
- Izetta Jewel (en) (1883–1978) - comédienne, militante pour les droits des femmes et femme politique. Première femme à parler à une convention d'importance d'un parti,
- Rosalie Gardiner Jones (1883–1978) - surnommée « General Jones ». Socialiste qui a notamment pris part au Suffrage Hike (en),
- Belle Kearney (en) (1863–1939) - oratrice membre de la National American Woman Suffrage Association, première femme élue au Mississippi State Senate,
- Edna Buckman Kearns (en) (1882–1934) - organisatrice politique du National Woman's Party, connue pour son carrosse militant, désormais dans la collection du New York State Museum,
- Helen Keller (1880–1968) - Écrivaine et militante politique,
- Abby Kelley (1811–1887) - abolitionniste, militante sociale, enseignante et membre de l'American Anti-Slavery Society,
- Caroline Burnham Kilgore (en) (1838-1909) - première femme admise au barreau du Commonwealth de Pennsylvanie,
- Daisy Elizabeth Adams Lampkin (en) (1883–1965) - militante des droits civiques,
- Clara Chan Lee (1886–1993) - première sino-américaine à voter aux États-Unis (8 novembre 1911)[4],
- Dora Lewis (née en 1862) - membre de l'exécutif du National Woman's Party à partir de 1913, elle devient trésorière en 1919 et dirige le comité de ratification en 1920,
- Lena Morrow Lewis (en) (1868–1950) - militante au Dakota du Sud et en Oregon. A obtenu le soutien de syndicats,
- Mary Livermore (1820–1905) - journaliste et militante des droits des femmes,
- Florence Luscomb (en) (1887–1985) - architecte et suffragette du Massachusetts,
- Arabella Mansfield (1846-1911) - première avocate des États-Unis, a dirigé la Iowa Women’s Suffrage Convention en 1870, a travaillé avec Susan B. Anthony,
- Anne Henrietta Martin (en) (1875–1951) - vice-présidente du National Woman's Party, arrêtée dans le cadre des Silent Sentinels, a présidé la Nevada Equal Franchise Society, première américaine à se lancer en campagne électorale pour le Sénat[réf. souhaitée]
- Ellis Meredith (en) (1865–1955) - journaliste
- Jane Hungerford Milbank (en) (1871–1931) - écrivaine et poétesse,
- Inez Milholland (1886–1916) - personnage clé du National Woman's Party et de la manifestation pour le vote des femmes de 1913,
- Harriet May Mills (en) (1857–1936) - militante des droits civils ayant joué un certain rôle pour les droits des femmes,
- Abby Crawford Milton (en) (1881-1991) - a voyagé à travers le Tennessee, y a donné des conférences et a organisé des groupes de pressions pour le vote des femmes dans les petites communautés. En 1920, avec Anne Dallas Dudley et Catherine Talty Kenny, elle mène la campagne pour la ratification du dix-neuvième amendement à la constitution des États-Unis[1],[2],
- Virginia Minor (1824–1894) - cofondatrice et présidente du Woman's Suffrage Association of Missouri, elle a défendu sans succès le cas Minor v. Happersett (en) à la cour suprême (1874) affirmant que le XIVe amendement de la Constitution des États-Unis donnait le droit de vote aux femmes,
- Esther Hobart Morris (1814–1902) - première femme juge de paix aux États-Unis,
- Lucretia C. Mott (1793–1880) - Quaker, abolitionniste et militante sociale pour les droits des femmes,
- Frances Lillian Willard "Fannie" Munds (1866-1948) - meneuse du mouvement pour le droit de vote des femmes en Arizona, membre du Sénat de l'Arizona,
- Maud Wood Park (1871–1955) - fondatrice du College Equal Suffrage League, cofondatrice de la Boston Equal Suffrage Association for Good Government (BESAGG), a milité pour la ratification du XIXe amendement,
- Alice Paul (1885–1977) - meneuse, stratège et source d'inspiration du 1910s Women's Voting Rights Movement for the 19th Amendment. Fondatrice du National Woman's Party, initiatrice des Silent Sentinels et de la manifestation pour le vote des femmes de 1913, auteur du Equal Rights Amendment,
- Juno Frankie Pierce (en), également connue sous le nom de Frankie Pierce or J. Frankie Pierce (1864-1954) - suffragette afro-américaine[5],[6],[7],[8],
- Helen Pitts (1838–1903) - militante pour le droit des femmes et do-éditrice de The Alpha,
- Anita Pollitzer (en) (1894–1975) - photographe, membre du conseil d'administration du National Woman's Party,
- Florence Kenyon Hayden Rector (en) (1882–1973) - première architecte ayant obtenu une licence en Ohio, seule femme architecte ayant pratiqué dans cet état entre 1900 et 1930,
- Margaret Sanger (1879–1966) - militante pour la contraception, sexologue, infirmière fondatrice de la Planned Parenthood Federation of America,
- Julia Sears (en) (1840–1929) - universitaire et première femme ayant dirigé un collège public (Université d'État du Minnesota),
- May Wright Sewall (1844-1920) - dirigeante du comité exécutif de la National Woman's Suffrage Association de 1882 à 1890,
- Anna Howard Shaw (1847–1919) - présidente de la National Women's Suffrage Association de 1904 à 1915,
- Mary Shaw (1854–1929) - pionnière du mouvement féministe, dramaturge et actrice,
- May Gorslin Preston Slosson (1858–1943) - éducatrice et première femme à obtenir un doctorat en philosophie aux États-Unis,
- Belle Squire (1870-1939), cofondatrice de l'Alpha Suffrage Club à Chicago
- Elizabeth Cady Stanton (1815–1902) - initiatrice de la Convention de Seneca Falls, auteure de la Déclaration de sentiments, cofondatrice de la National Woman Suffrage Association,
- Doris Stevens (1892–1963) membre de la National American Women Suffrage Association et du National Woman's Party, participante remarquée des Silent Sentinels, auteure de Jailed for Freedom,
- Lucy Stone (1818–1893) - oratrice, abolitionniste, militante pour les droits des femmes,
- Helen Taft (1891–1987) - fille de William Howard Taft, elle a parcouru le pays pour y faire des discours prônant le vote des femmes,
- Lydia Taft (1712–1778) - première femme connue à avoir voté dans la colonies américaines[réf. souhaitée],
- Martha Thomas (1857–1935) - éducatrice, linguiste, et deuxième présidente du Bryn Mawr College,
- Grace Gallatin Seton Thompson (en) (1872-1959) - écrivaine,
- Dorothy Thompson (1893–1961) - militante à Buffalo et New York devenue journaliste et diffuseuse radiophonique,
- Sojourner Truth (c. 1797–1883) - abolitionniste, militante pour le droit des femmes et oratrice (Ain't I a Woman?),
- Harriet Tubman (1822–1913) - abolitionniste afro-américaine, travailleuse humanitaire et espionne lors de la guerre civile américaine,
- Mina Van Winkle (en) (1875–1932) - travailleuse sociale,
- Mabel Vernon (1883–1975) - membre du Congressional Union for Women Suffrage (en) et organisatrice des Silent Sentinels,
- Sarah E. Wall (en) (1825–1907),
- Ida B. Wells (1862–1931) - journaliste, éditrice, suffragette et sociologue afro-américaine,
- Rosa Welt-Straus (en) (1856–1938) - féministe née en Autriche, première femme autrichienne à obtenir un diplôme en médecine,
- Ruza Wenclawska (en) (morte en 1977) - inspectrice et syndicaliste,
- Frances Willard (1839–1898) - dirigeante de la Women's Christian Temperance Union et du Conseil international des femmes, enseignante, écrivaine,
- Victoria Woodhull (1838–1927) - militante pour le droit de vote des femmes, première femme candidate pour la présidence des États-Unis, première femme à avoir lancé un journal hebdomadaire,
- Antoinette Funk (en) - avocate et secrétaire exécutive du Congressional Committee de la National American Woman Suffrage Association.

### France

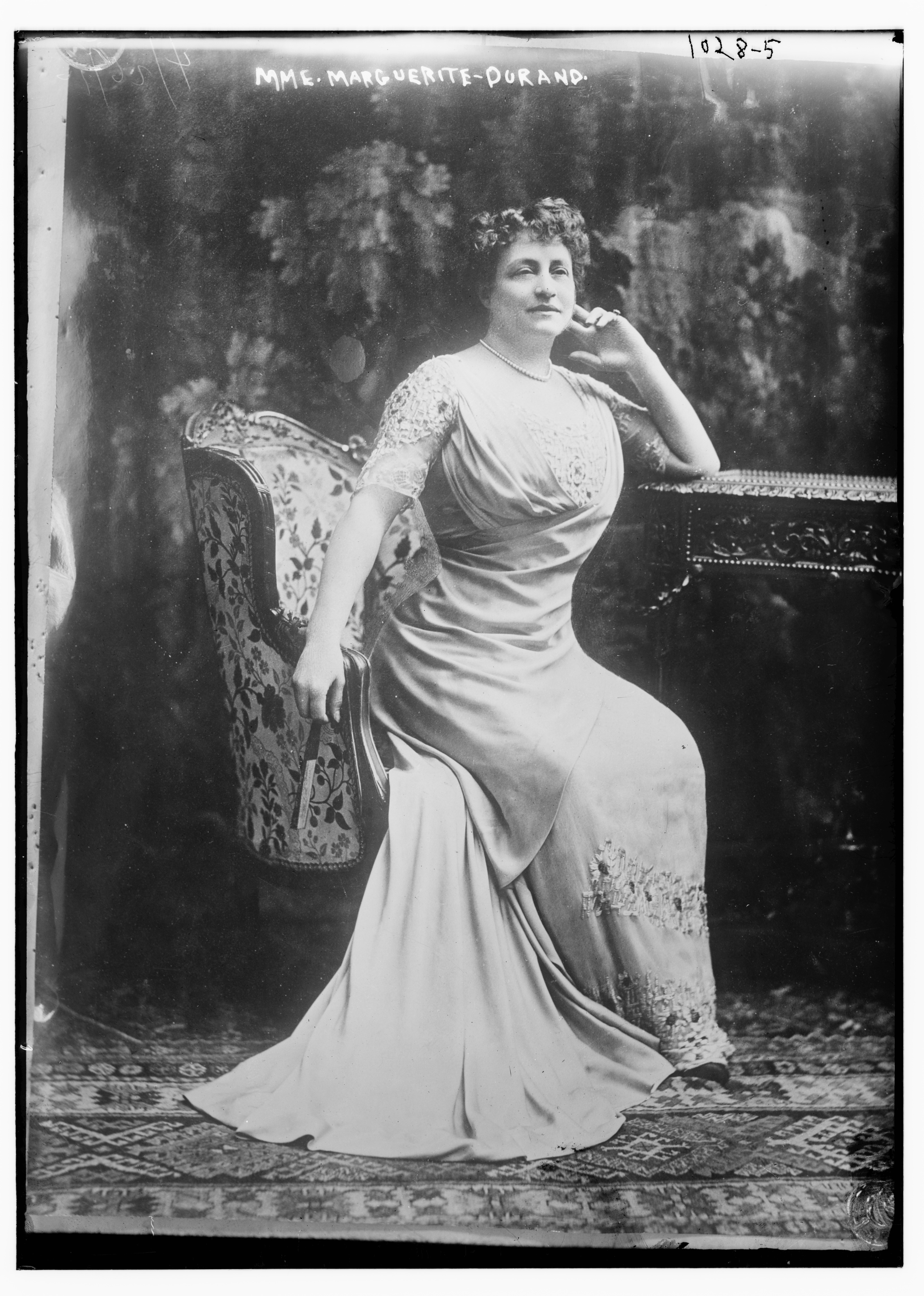
Marguerite Durand.

- Hubertine Auclert,
- Marie Denizard,
- Maria Deraismes,
- Jeanne Deroin,
- Marguerite Durand,
- Olympe de Gouges,
- Madeleine Pelletier,
- Pauline Roland,
- Séverine,
- Flora Tristan,
- Maria Vérone,
- Louise Weiss.

### Grèce
- Kallirrói Parrén (1861-1940), fondatrice du mouvement pour les femmes grecques,
- Ávra Theodoropoúlou.

### Haïti
- Yvonne Sylvain.

### Honduras
- Lucila Gamero de Medina (1873-1964), romancière, médecin et pionnière du féminisme au Honduras.

### Islande
- Bríet Bjarnhéðinsdóttir (1856–1940) - fondatrice du premier magazine féminin et de la première organisation pour le vote des femmes en Islande.

### Inde
- Annie Besant,
- Sarojini Naidu (1879–1949),
- Herabai Tata,

### Italie
- Alma Dolens (en),
- Anna Maria Mozzoni.

### Irlande
- Louie Bennett,
- Mary Fleetwood Berry (en),
- Helen Chenevix,
- Frances Power Cobbe,

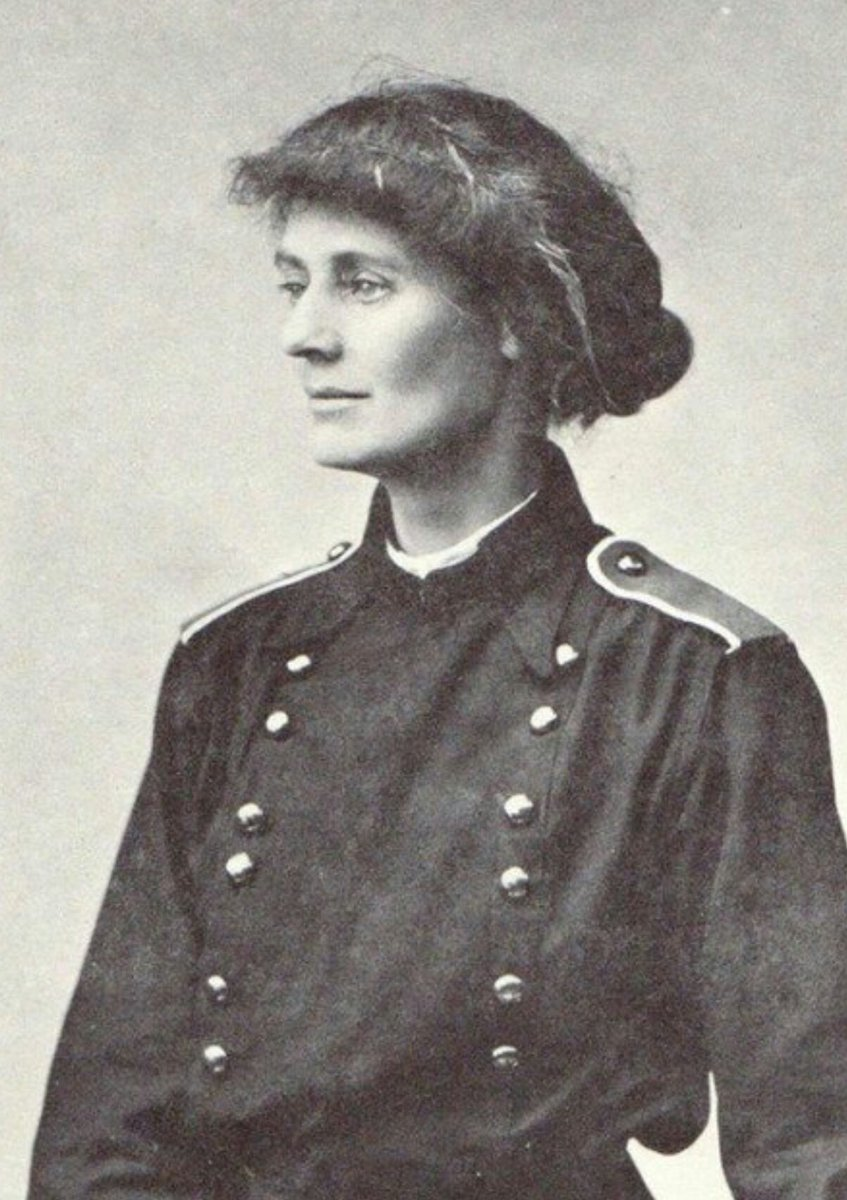
Constance Markievicz.

- Margaret "Gretta" Cousins (1878–1954) - d'origine irlandaise, a fondé la All India Women's Conference (en) ainsi que cofondé la Irish Women's Franchise League (en),
- Norah Elam, également connue sous le nom de Norah Dacre Fox,
- Eva Gore-Booth (1870-1926), poétesse et écrivaine irlandaise. Activiste politique, elle est reconnue pour ses actions de suffragiste auprès des femmes de la classe ouvrière, militant ainsi pour le suffrage féminin au Royaume-Uni.
- Anna Haslam (1829–1922) - fondatrice de la Dublin Women's Suffrage Association (en),
- Mary Hayden,
- Laura Geraldine Lennox (1883-1958),
- Kathleen Lynn,
- Margaret McCoubrey (en),
- Mary Ann McCracken,
- Constance Markievicz,
- Helena Moloney (en),
- Florence Moon (en),
- Mary Donovan O'Sullivan (en),
- Sarah Persse (en),
- Jenny Wyse Power (en),
- Hanna Sheehy-Skeffington - membre fondatrice de la Irish Women's Franchise League,
- Isabella Tod (en),
- Anna Wheeler.

### Japon
- Shidzue Katō (1897–2001)
- Fusae Ichikawa (1893–1981) - fondatrice de la Women's Suffrage League of Japan, première organisation nationale pour le vote des femmes, et présidente de la New Japan Women's League,
- Shigeri Yamataka (1899–1977),
- Raichō Hiratsuka (1886–1971).
- Komako Kimura.

### Nouvelle-Zélande

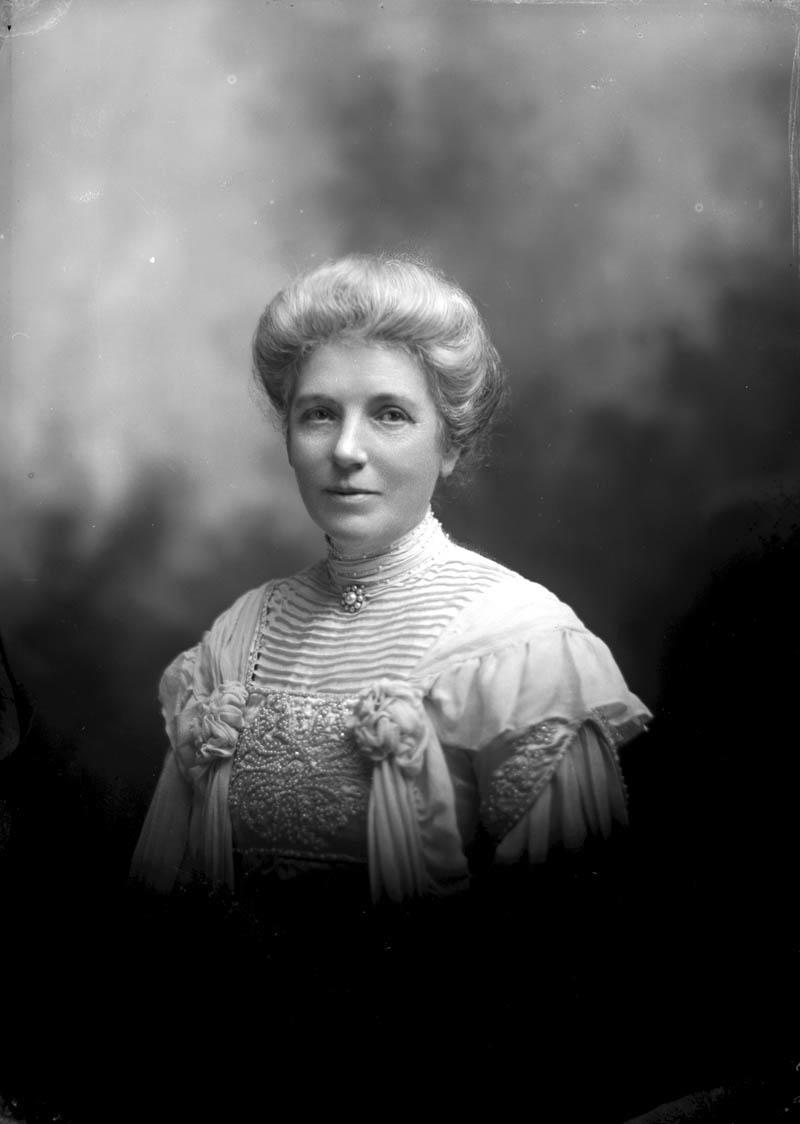
Kate Sheppard.

- Lily May Atkinson (1866–1921) - oratrice, écrivaine, principalement active à Wellington,
- Amey Daldy (en) (1829–1920),
- Meri Te Tai Mangakāhia (1868–1920) - militante pour les droits des femmes à Māori,
- Harriet Russell Morison (en) (1862–1925) - cofondatrice de la Dunedin Franchise League,
- Mary Ann Müller (1819/1820?-1901) - pionnière du mouvement des suffragettes en Nouvelle-Zélande, écrivaine,
- Annie Jane Schnackenberg (en) (1835–1905) - membre fondatrice de NZ WCTU (1885). Présidente nationale de 1891 à 1901. Présidente du WCTU de Auckland (1889-1897).
- Kate Sheppard (1847–1934) - pionnière du mouvement des suffragettes, apparaît sur les billets de 10 dollars de Nouvelle-Zélande,
- Ada Wells (1863–1933) - militante des années 1880 qui a notamment fondé le Canterbury Women's Institute.

### Norvège
- Randi Blehr (1851-1928) - dirigeante et cofondatrice de l'Association norvégienne pour les droits des femmes,
- Anna Bugge-Wicksell (1862-1928) - dirigeante de l'Association norvégienne pour les droits des femmes,
- Betzy Kjelsberg (1866-1950) - cofondatrice l'Association norvégienne pour les droits des femmes (1884) et de l'association nationale pour le vote des femmes (1885),
- Gina Krog (1847-1916) - cofondatrice de l'Association norvégienne pour les droits des femmes,
- Ragna Nielsen (1845-1924) - dirigeante de l'Association norvégienne pour les droits des femmes,
- Thekla Resvoll (1871-1948) - dirigeante du club des étudiantes norvégiennes et membre du conseil d'administration du mouvement pour le vote des femmes (Kvinnestemmeretsforeningen),
- Anna Rogstad (en) (1854-1938) - viceprésidente de l'association pour le vote des femmes.

### Pays-Bas
- Mariane van Hogendorp (1834–1909),
- Cornélie Huygens (1848–1902)[9],
- Aletta Jacobs - dirigeante du Vereeniging voor Vrouwenkiesrecht (en) (1903-1919),
- Annette Versluys-Poelman - dirigeante du Vereeniging voor Vrouwenkiesrecht (en) (1894-1902).

### Pérou
- Aurora Cáceres (en).

### Puerto Rico
- Felisa Rincón de Gautier.

### Roumanie
- Clara Maniu,
- Elena Meissner.

### Royaume-Uni
- Violet Aitken (1886-1987)

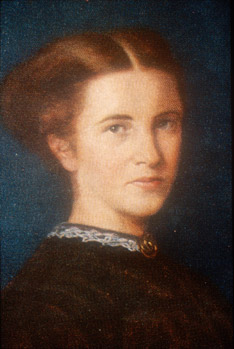
Elizabeth Garrett Anderson.

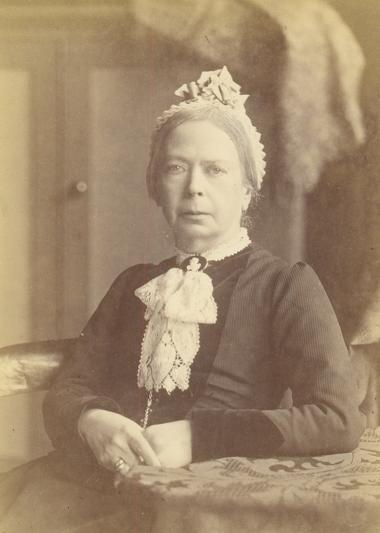
Frances Buss.

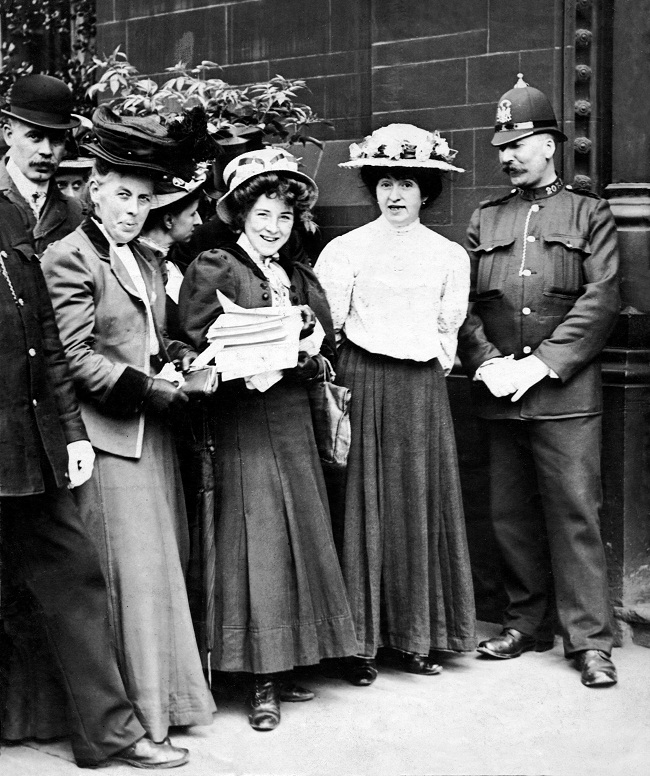
Mabel Capper (3e à partir de la droite, avec la pétition) accompagnée de collègues suffragettes (1910).

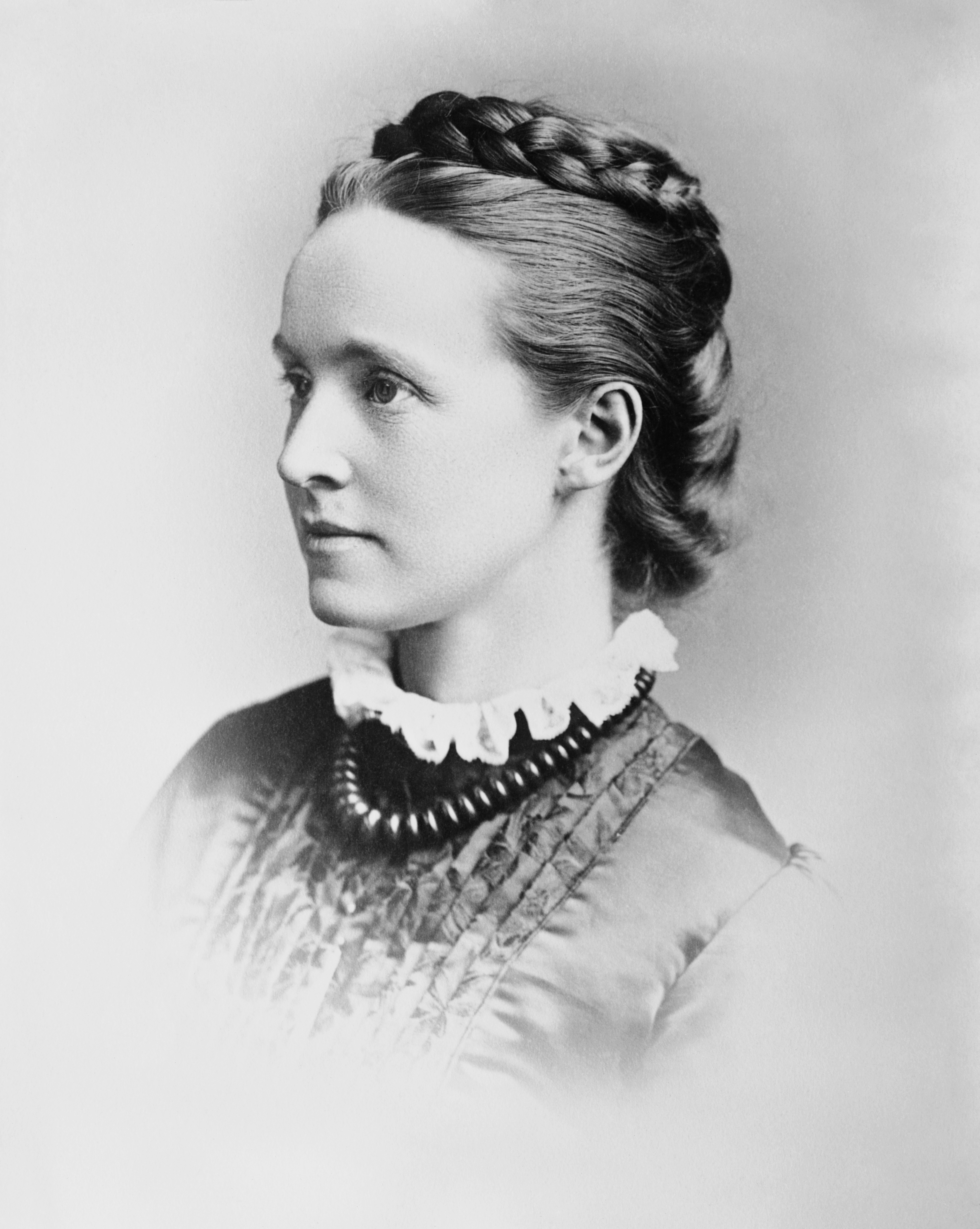
Millicent Fawcett.

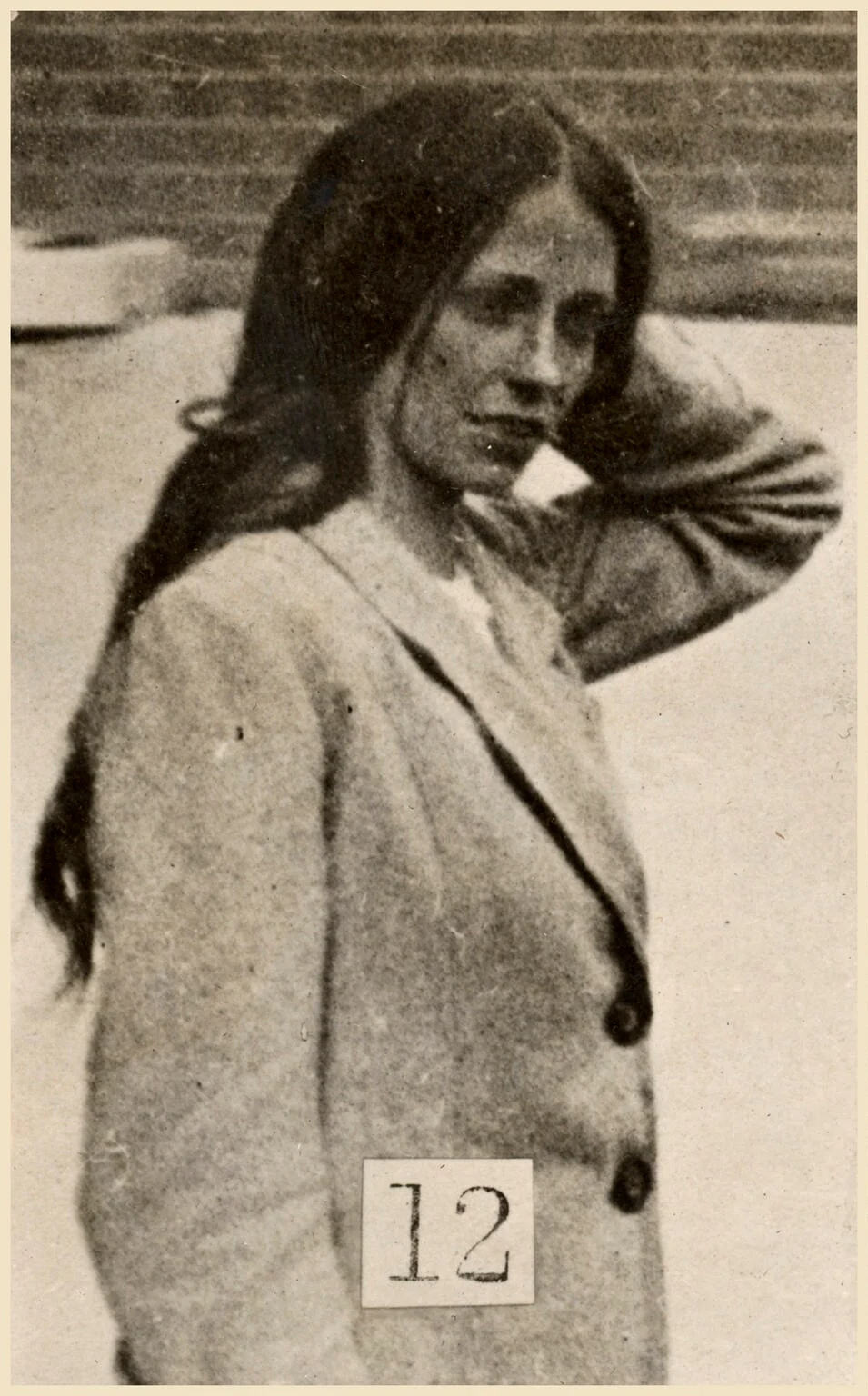
.

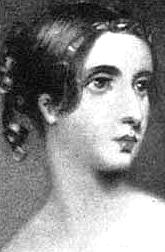
Harriet Taylor Mill.

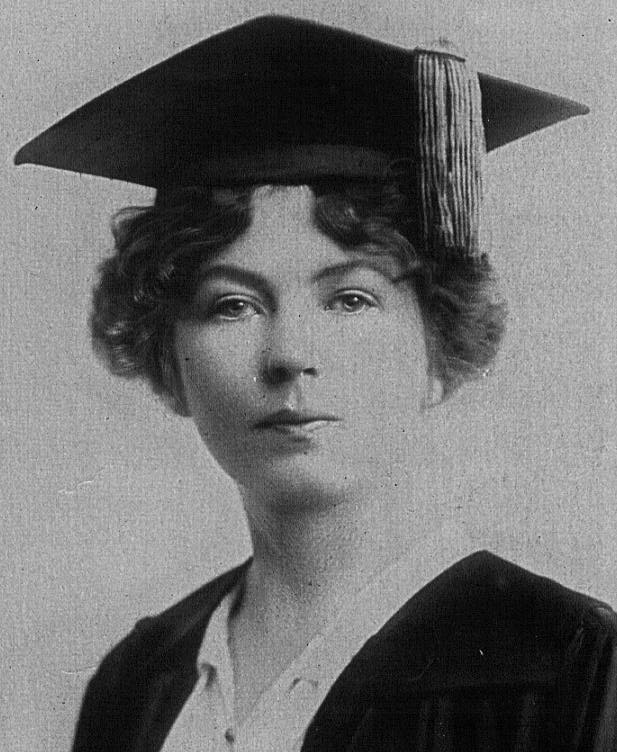
Christabel Pankhurst.

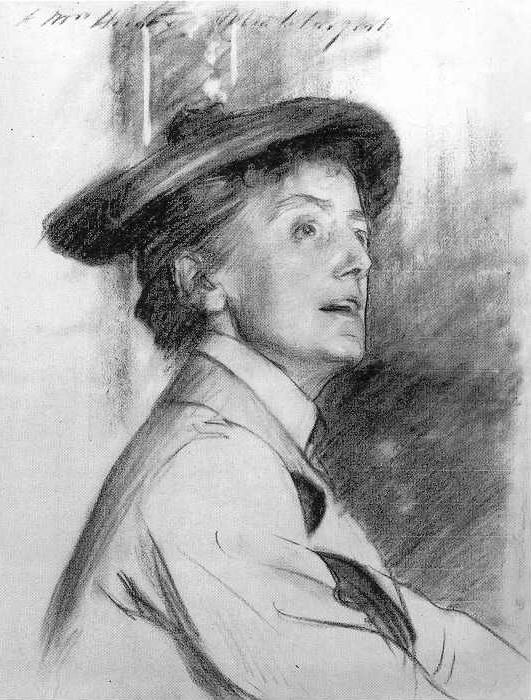
Ethel Smyth.

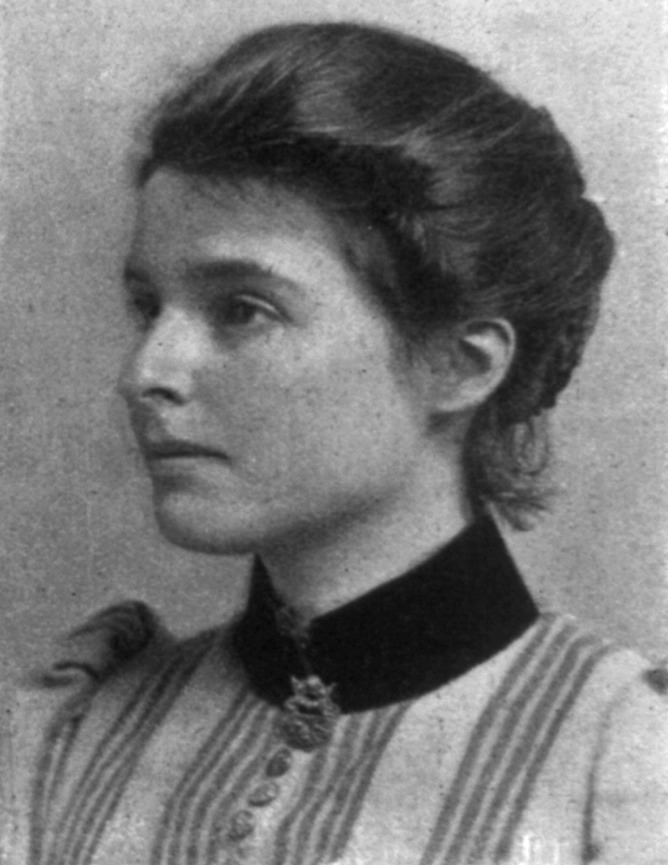
Beatrice Potter Webb.

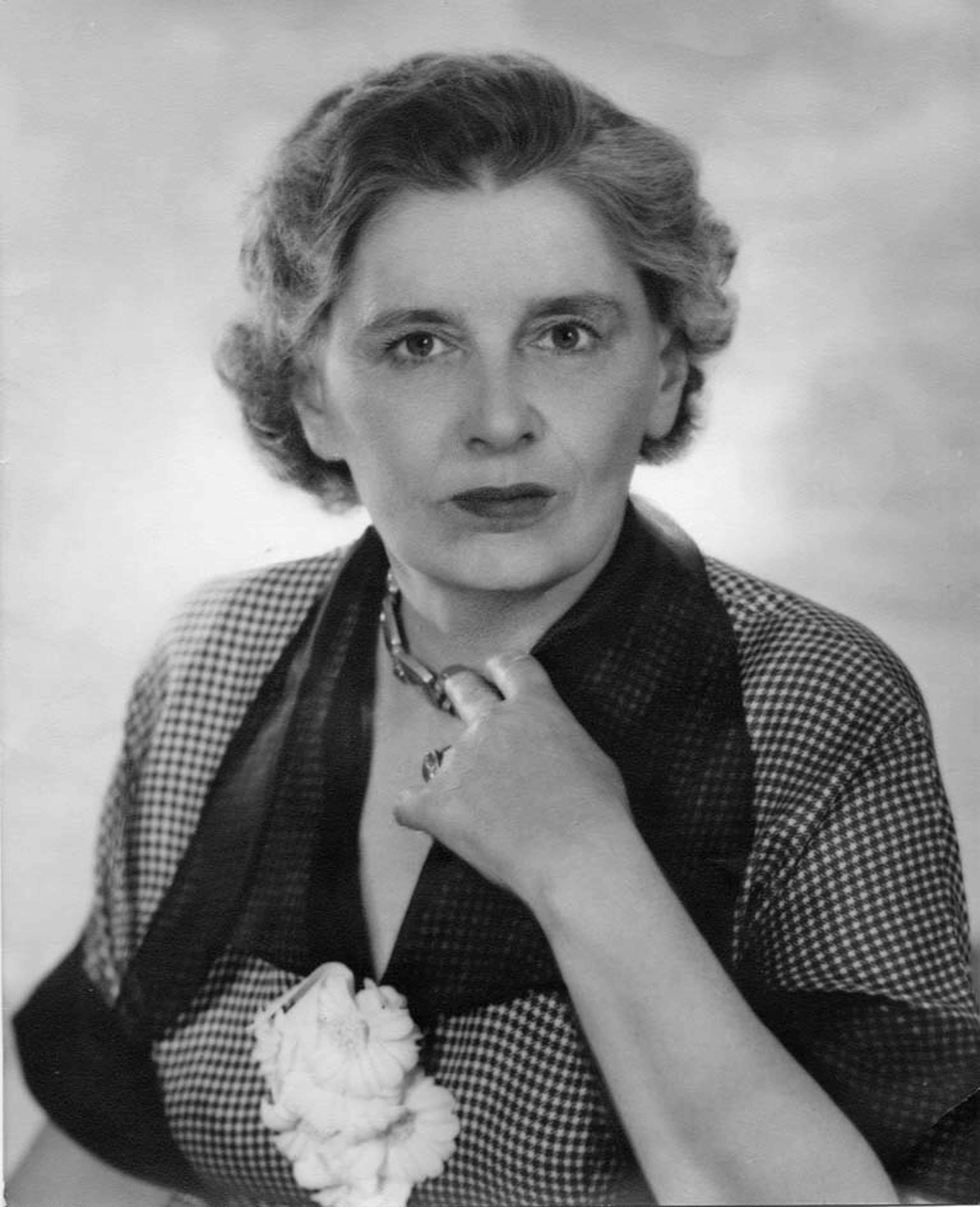
Rebecca West.

- Margaret Aldersley (1852-1940), suffragiste et syndicaliste britannique.
- Mary Sophia Allen (1878–1964) - militante pour les droits des femmes, impliquée dans des activités politiques d'extrême droite[réf. souhaitée],
- Elizabeth Garrett Anderson (1836–1917) - médecin, féministe, cofondatrice du premier hôpital dirigé par des femmes, première doyenne d'une école de médecine britannique, première femme maire,
- Louisa Garrett Anderson (1873–1943) - pionnière dans le milieu médical, membre de la Women's Social and Political Union, chirurgienne en chef du Women's Hospital Corps et membre de la Royal Society of Medicine,
- Nancy Astor (1879–1964) - femme politique, socialiste, première femme membre de la chambre des communes du Royaume-Uni,
- Frances Balfour (1858–1931),
- Dorothea Beale (1831–1906),
- Harriette Beanland, ouvrière et suffragiste à Nelson
- Lydia Becker (1827–1890) - scientifique amateur s'intéressant à la biologie et à l'astronomie, surtout connu pour avoir fondé et publié le Women's Suffrage Journal,
- Ethel Bentham (en) (1861–1931) - médecin et femme politique,
- Annie Besant (1847–1933),
- Rosa May Billinghurst (1875–1953) - membre de la Women's Social et Political Union,
- Teresa Billington-Greig ((1877–1964) - fondatrice de la Women's Freedom League,
- Barbara Bodichon (1827–1891),
- Margaret Bondfield (1873–1953),
- Catherine Booth (1829–1890) - oratrice, connue sous le nom de 'Mother of The Salvation Army'
- Elsie Bowerman (1889–1973) - avocate, survivante du Titanic,
- Vera Brittain (1893–1970) - écrivaine, féministe et pacifiste,
- Evaline Hilda Burkitt (1876-1955)
- Frances Buss (1827–1894),
- Josephine Butler (1828–1906) - féministe, défenseuse des conditions des prostituées,
- Mona Caird (1854–1932) - écrivaine écossaise,
- Mabel Capper (1888–1966),
- Ada Nield Chew (1870-1945), suffragiste et militante politique britannique.
- Anne Clough (1820–1892),
- Jane Cobden (1851–1947),
- Leonora Cohen (1873–1978),
- Margaret Cole (1893–1980),
- Selina Cooper (1864–1946), syndicaliste et militante suffragiste britannique.
- Helen Millar Craggs (1888-1969),
- Richmal Crompton (1890–1969) - maitresse d'école, écrivaine surtout connue pour ses histoires humoristiques,
- Mary Crudelius (en) (1839–1877) - militante pour l'éducation des femmes,
- Emily Davies (1830–1921) - féministe, militante pour l'accès des universités aux femmes,
- Emily Davison (1872–1913) - membre clé de l'Union sociale et politique des femmes, morte lors d'une manifestation,
- Charlotte Despard (1844–1939),
- Sarah Dickenson (1868-1954), militante pour le suffrage féminin et syndicaliste britannique.
- Flora Drummond (1878–1949) - active dans la Women's Social et Political Union. Emprisonnée à neuf reprises pour ses actions dans le cadre du militantisme pour le droit de vote des femmes,
- Norah Elam (1878–1961) - féministe radicale, militant suffragette, anti-vivisectioniste,
- Millicent Fawcett (1847–1929) - féministe, intellectuelle, femme politique, dirigeante syndicale et écrivaine,
- Elizabeth Fry (1780–1845),
- Edith Margaret Garrud (1872–1971),
- Mary Gawthorpe (1881-1973), suffragette, militante socialiste, syndicaliste et éditrice britannique.
- Katie Edith Gliddon (1883–1967)
- Katharine Glasier (1867-1950), politicienne, militante socialiste, journaliste et romancière britannique.
- Nellie Hall (1895–1929),
- Cicely Hamilton (1872–1952) - actrice, écrivaine, journaliste et féministe,
- Marion Coates Hansen (1870–1947) - l'une des premières membres de l'Union sociale et politique des femmes (WSPU), membre fondatrice de la Women's Freedom League,
- Jane Ellen Harrison (1850–1928) - linguiste et féministe,
- Evelina Haverfield (1867–1920),
- Emily Hobhouse (1860–1926),
- Winifred Holtby (1898–1935) - écrivaine et journaliste,
- Winifred Horrabin (en) (1887–1971),
- Clemence Housman (1861–1955),
- Laurence Housman (1865–1959),
- Edith How-Martyn (1875–1954),
- Elsie Inglis (1864–1917),
- Sophia Jex-Blake (1840–1912) - médecin, enseignante, féministe, a milité pour l'accès aux études de médecine pour les femmes,
- Ellen Isabel Jones (en) (–1948),
- Annie Kenney (1879–1953),
- Grace Kimmins (en) (1871–1954),
- Anne Knight (1786–1862),
- Annie Knight (en) (1895–2006),
- Aeta Adelaide Lamb (en) (1886-1928),
- George Lansbury (1859–1940),
- Jennie Lee (1904–1988) - femme politique
- Lilian Lenton (en) (1891–1972) - danseuse
- Lady Constance Bulwer-Lytton (1869–1923),
- Agnes Bernard (1836–1920),
- Margaret Mackworth (1883–1958) - activiste et dirigeante de plus de trente compagnies,
- Sarah Mair (en) (1846–1941) - campaigner et fondatrice
- Kitty Marion (1871–1944),
- Dora Marsden (1882–1960) - anarcho-féministe,
- Selina Martin (en) (1882-1972),
- Harriet Martineau (1802–1876),
- Eleanor Marx (1855–1898) - activiste et traductrice,
- Alice Meynell (1847–1922) - éditrice, écrivaine et poétesse,
- Harriet Taylor Mill (1807–1858),
- John Stuart Mill (1806–1873),
- Hannah Mitchell (1872–1956), suffragette britannique et militante socialiste.
- Dora Montefiore (1851–1933),
- Ethel Moorhead (1869–1955) - peintre,
- Flora Murray (1869–1923),
- Mary Neal (en) (1860–1944) - travailleuse sociale,
- Alison Roberta Noble Neilans (en) (1884–1942) - activiste, membre du comité exécutif de la Women's Freedom League,
- Florence Nightingale (1820–1910),
- Ada Nield Chew (1870–1945),
- Christabel Pankhurst (1880–1958) - cofondatrice et leader de l'Union sociale et politique des femmes,
- Emmeline Pankhurst (1858–1928) - une des fondatrices principales et dirigeantes du British Suffragette Movement
- Sylvia Pankhurst,
- Adela Pankhurst,
- Edith Pechey,
- Pleasance Pendred (1864-1948)
- Emmeline Pethick-Lawrence (1867–1954),
- Una Harriet Ella Stratford Duval [née Dugdale] (1879–1975),
- Eleanor Rathbone,
- Mary Reid (en),
- Mary Richardson,
- Edith Rigby,
- Elizabeth Robins,
- Rona Robinson (en),
- Grace Roe (1885-1979),
- Esther Roper (1868-1938), activiste britannique, militante pour la justice sociale, l'égalité femmes-hommes dans l'emploi et le droit de vote des femmes de la classe ouvrière.
- Agnes Maude Royden,
- Katharine Russell (1844–1874) - militante d'avant-garde pour la contraception, mère de Bertrand Russell,
- Sophia Duleep Singh,
- Ethel Smyth,
- Ethel Snowden (en),
- Flora Stevenson (en),
- Louisa Stevenson (en),
- Lucy Deane Streatfeild,
- Helena Swanwick,
- Dora Thewlis,
- Elizabeth Thompson,
- Violet Tillard (en),
- Marion Wallace Dunlop,
- Harriet Shaw Weaver,
- Beatrice Potter Webb,
- Rebecca West,
- Monica Whately,
- Olive Wharry,
- Ellen Wilkinson,
- Alice Zimmern.

### Russie
- Alexandra Kollontaï.

### Serbie
- Draga Ljočić (1855-1926)

### Suède
- Gertrud Adelborg (1853–1942),
- Sophie Adlersparre (1823–1895),
- Ellen Anckarsvärd (1833–1898),

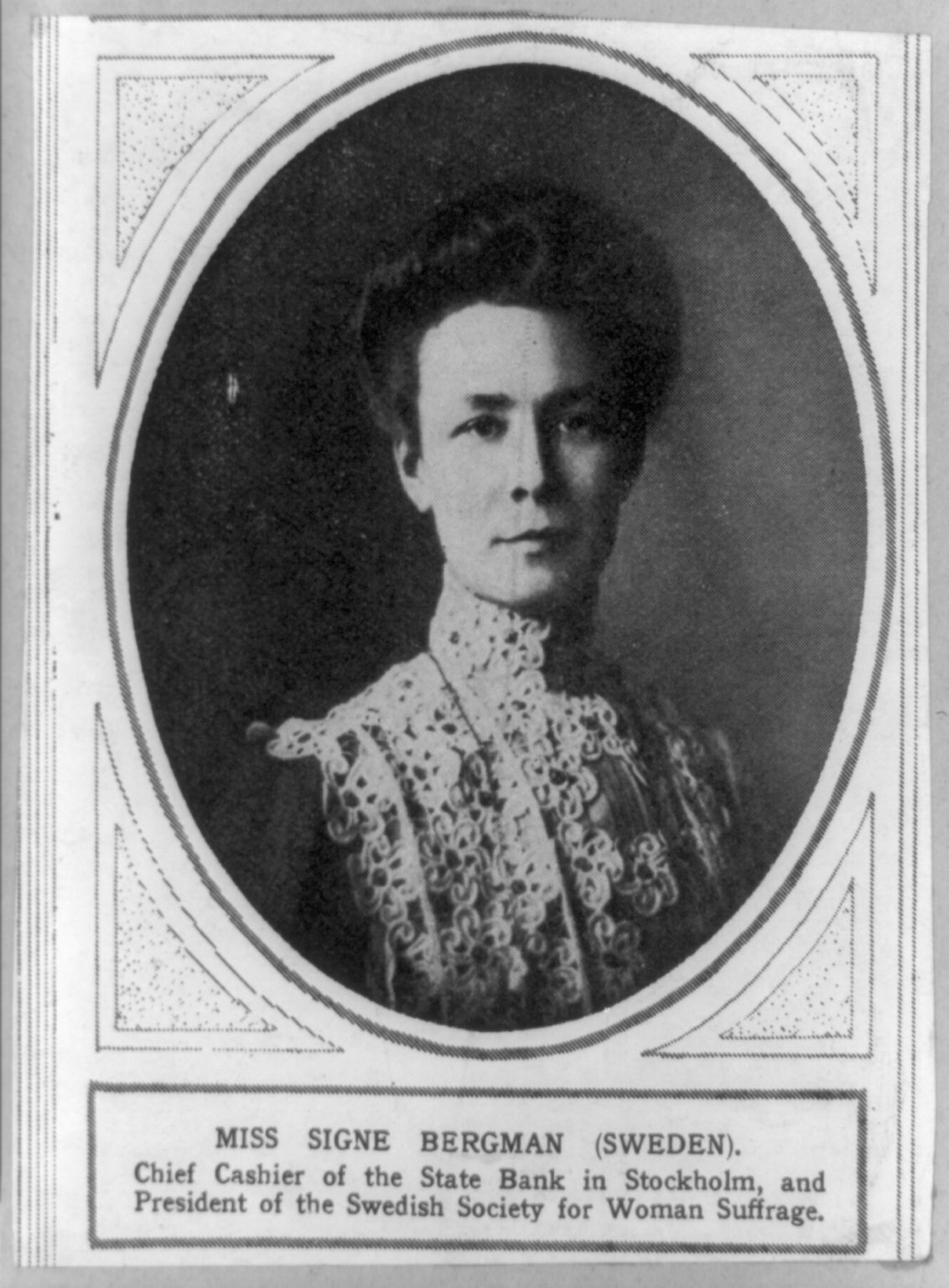
Signe Bergman.

- Signe Bergman (1869–1960), - cofondatrice de Landsföreningen för kvinnans politiska rösträtt
- Emilia Broomé (1866–1925),
- Frigga Carlberg (en) (1851–1925),
- Anna Hierta-Retzius (1841–1924),
- Ann-Margret Holmgren (1850–1940),
- Sofia Gumaelius (en) (1840–1915),
- Ellen Key (1849–1926),
- Valborg Olander (en) (1861–1943),
- Elin Wägner (1882–1949),
- Lydia Wahlström (1869–1954), - cofondatrice de Landsföreningen för kvinnans politiska rösträtt
- Karolina Widerström (1856–1949), - directrice de Landsföreningen för kvinnans politiska rösträtt
- Anna Whitlock (1852–1930), - cofondatrice de Landsföreningen för kvinnans politiska rösträtt

### Suisse
- Marianne Ehrmann (1755–1795),
- Caroline Farner (1842–1913),
- Georgine Gerhard (1886-1971)
- Marie Goegg-Pouchoulin (1842–1913),
- Marthe Gosteli (1917-),
- Ursula Koch (née en 1941),
- Emilie Lasserre,
- Emilie Lieberherr (1924–2011),
- Julie von May (von Rued),
- Auguste Morsier,
- Helene von Mülinen (1850–1924),
- Rosa Neuenschwander (1883–1962),
- Emma Pieczynska,
- Camille Vidart.
- Renée de Sépibus (1901-1989)
- Elisa Serment (1865-1957)
- Katharina Zenhäusern (1919-2014)
- Elisabeth Pletscher (1908-2003)

## Organisation suffragettes d'importance
- Alpha Suffrage Club - possiblement la première association de suffragettes noires des États-Unis, fondée à Chicago en 1913 par Ida B. Wells et Belle Squire.
- American Equal Rights Association - de 1866 à 1869, précurseur d'une association nationale lancée par Lucy Stone, Susan B. Anthony et d'autres.
- American Woman Suffrage Association - Association suffragette américaine formée en 1869 par Lucy Stone et Antoinette Brown Blackwell après un schisme de l'American Equal Rights Association. Rejoint le NAWSA en 1890.
- Association nationale des femmes espagnoles (1918-1936) - Association hispanophone,
- Bulgarskiat Zhenski Suyut (bg) (1901-1944) - Organisation bulgare,
- Canadian Women's Suffrage Association (en) - fondée en 1877, a changé de nom en 1883 pour Toronto Women's Suffrage Association.
- College Equal Suffrage League - groupe américain fondé en 1900 par Maud Wood Park et Inez Haynes Irwin. Fusionné avec la National American Woman Suffrage Association en 1908,
- Congressional Union (en) - association américaine radicale formée en 1913. Menée par Alice Paul et Lucy Burns, elle change de nom en 1915 pour National Woman's Party,
- Association nationale pour le droit de vote des femmes (Suède) (1902-1921) - Organisation suédoise,
- Deutscher Verband für Frauenstimmrecht (Allemagne) (1902-1919)
- Dublin Women's Suffrage Association (en) - Organisation irlandaise,
- Alliance internationale des femmes - fondée en 1904,
- Irish Women's Franchise League (en) - fondée en 1908, plus radicale que l'association de Dublin,
- Irish Women's Suffrage Society (en) - fondée par Isabella Tod (en)[10],
- Landsforbundet for Kvinders Valgret (1907-1915) - Organisation danoise,
- National American Woman Suffrage Association (NAWSA) - fondée en 1890 par la fusion de l'American Woman Suffrage Association et la National Woman Suffrage Association,
- Association nationale pour le droit de vote des femmes (Norvège) (1898 - 1913) - Organisation norvégienne,
- National Society for Women's Suffrage - première grande organisation britannique, fondée en 1867 par Lydia Becker,
- National Union of Women's Suffrage Societies - organisation britannique,
- National Woman's Party - organisation américaine fondée en 1915 par Alice Paul et Lucy Burns. A organisé les Silent Sentinels,
- National Women's Rights Convention - conventions américaines tenues de 1850 à 1869,
- National Woman Suffrage Association - organisation américaine fondée en 1869 par Susan B. Anthony et Elizabeth Cady Stanton après la division de l'American Equal Rights Association. Rejoint la NAWSA en 1890,
- New England Woman Suffrage Association (NEWSA) - fondée en 1868, active jusqu'en 1920. Ses principales personnalités sont Julia Ward Howe et Lucy Stone,
- Silent Sentinels - membres du National Woman's Party, fondée et menée par Alice Paul,
- Vereeniging voor Vrouwenkiesrecht (nl) (1894-1919) - Organisation néerlandaise,
- Woman's Christian Temperance Union - active principalement aux États-Unis et en Nouvelle-Zélande,
- Women's Franchise League - groupe britannique créé en 1889 par Emmeline Pankhurst,
- Women's Freedom League - groupe britannique fondé en 1907 par 70 membres du Women's Social and Political Union sous l'initiative de Christabel Pankhurst,
- Union sociale et politique des femmes - organisation britannique issue de la National Union for Women's Suffrage,
- Women's Trade Union League - organisation américaine formée en 1903.

## Ouvrages liés au vote des femmes

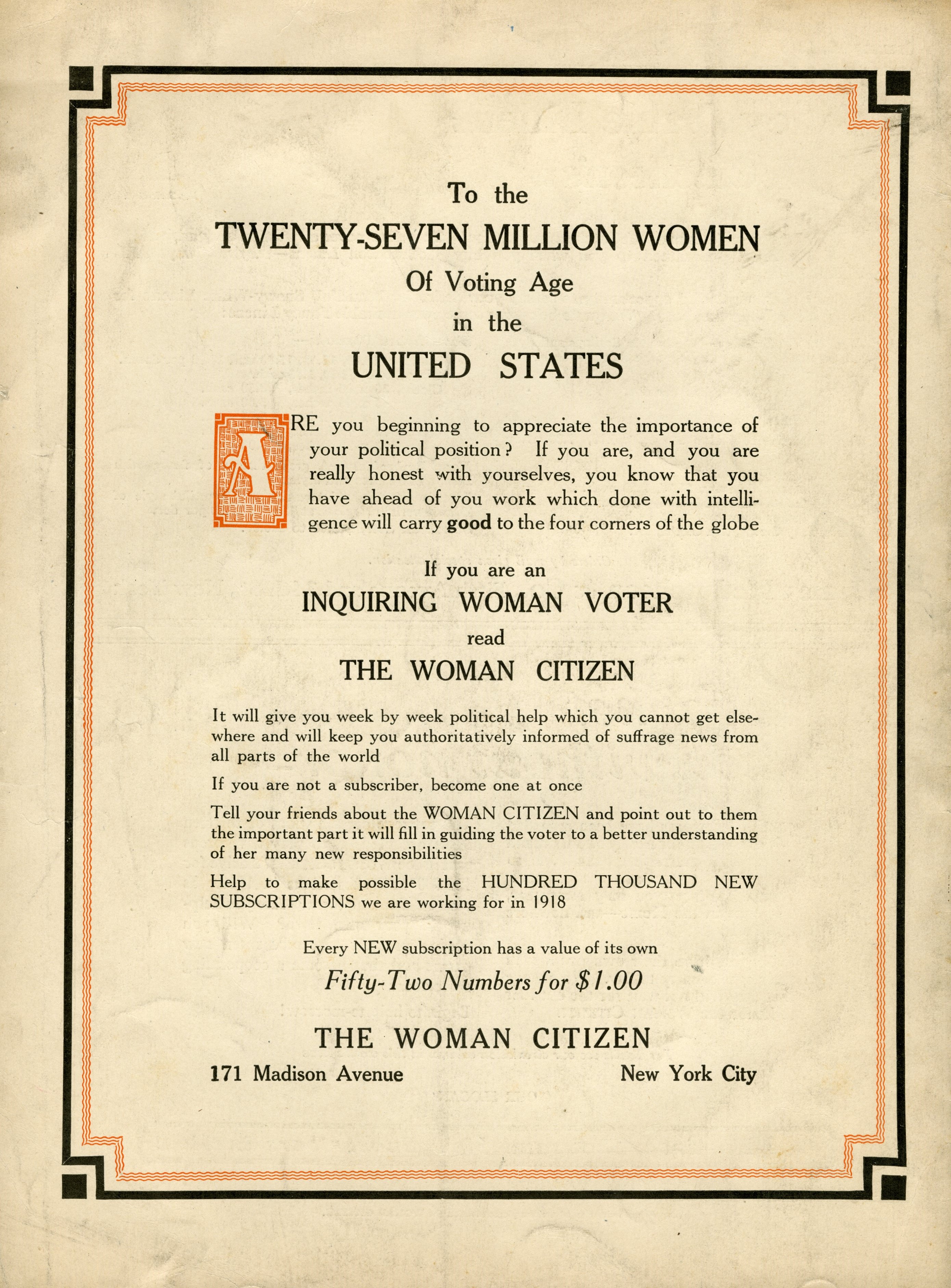
Quatrième de couverture du magazine The Woman Citizen (19 janvier 1918).

- XIXe amendement de la Constitution des États-Unis - écrit par Susan B. Anthony et Elizabeth Cady Stanton en 1878, ratifié en 1920,
- Déclaration de sentiments - déclaration majeure en faveur des droits des femmes, dont le droit de vote, soumise et signée à la Convention de Seneca Falls en 1848. Principalement écrite par Elizabeth Cady Stanton.
- History of Woman Suffrage (en) - six volumes écrit entre 1881 et 1922 par Elizabeth Cady Stanton, Susan B. Anthony, Matilda Joslyn Gage et Ida Husted Harper.
- Suffrage Atelier - édition collective d'Angleterre fondée en 1909,
- The Freewoman (en), un hebdomadaire féministe, publié entre novembre 1911 et octobre 1912, édité par Dora Marsden et Mary Gawthorpe,
- The Liberator - publication hebdomadaire publiée par William Lloyd Garrison. A soutenu la cause du suffrage des femmes de 1838 jusqu'à sa fermeture en 1865,
- The Revolution (en) (1868-1872) - hebdomadaire américain. Publication officielle de la National Woman Suffrage Association,
- Woman's Journal et Suffrage News - hebdomadaire fondé par Lucy Stone et Henry Blackwell en 1870, fusionné par la suite à d'autres publications suffragettes,
- Women's Suffrage Journal (en) - magazine publié de 1870 à 1890 au Royaume-Uni.